# 東海北陸自動車道
東海北陸自動車道（とうかいほくりくじどうしゃどう、英語: TOKAI-HOKURIKU EXPWY）は、愛知県一宮市から岐阜県を経由して富山県砺波市へ至る、東海地方と北陸地方を結ぶ高速道路（高速自動車国道）である。略称は東海北陸道（とうかいほくりくどう）。
高速道路ナンバリングによる路線番号は、能越自動車道と共に「E41」が割り振られているほか、白鳥インターチェンジ (IC) - 飛驒清見IC間は中部縦貫自動車道と重複するため、合わせて「E67」も付番されている。

## 概要
国土開発幹線自動車道の予定路線は以下のとおりとされている。
| 起点   | 主たる経過地                | 終点   |
| ------ | --------------------------- | ------ |
| 一宮市 | 関市 岐阜県大野郡荘川村付近 | 砺波市 |

下記の通り高速自動車国道の路線とされている。
| 起点   | 重要な経過地                                            | 終点   |
| ------ | ------------------------------------------------------- | ------ |
| 一宮市 | 各務原市 岐阜市 関市 美濃市 郡上市 高山市 飛驒市 南砺市 | 砺波市 |

東海と北陸の両地域の安定した交通の確保と交流の活性化を目的として東海北陸自動車道が整備された。一宮ジャンクション (JCT) - 小矢部砺波JCTの総事業費は、約1兆2190億円である。道路カラーは岐阜の山間部を縦断するイメージから茶（■）。
2000年（平成12年）頃は当時の岐阜県郡上郡八幡町（現・郡上市）から富山県西礪波郡福光町（現・南砺市）にかけては豪雪地帯を通過するため、通行止めとなって本来の利用目的である時間短縮などのメリットがあまりないと考えられていた。しかし全線開通により、一宮JCT - 小矢部砺波JCT区間が北陸自動車道経由に比べ約65 km（キロメートル）の距離短縮となった。これは時間にすると普通車で15分ほど早くなり、所要時間は約3時間である。さらに美濃IC - 白鳥IC間の4車線化によって渋滞が緩和され所要時間が大幅に短縮された。
道路の整備に伴い、北陸方面には東海地方からの、飛騨地方には西日本からの観光客が増加し、道路交通センサスによれば、全線開通以前の2005年（平成17年）と全通後の2010年（平成22年）の平日24時間交通量での比較で、特に白川郷IC - 五箇山ICで2,033台から4,626台と、2倍以上交通が増加した。
当自動車道の最高地点の標高は1,085 m（メートル）であり、松ノ木峠パーキングエリア付近にある。この地点は日本の高速自動車国道で最も標高が高い。また、道路構造令での規格は第1種第3級で、設計速度は80 km/hである。

## インターチェンジなど
- IC番号欄の背景色が■である区間は既開通区間に存在する。施設欄の背景色が■である区間は未開通区間または未供用施設に該当する。未開通区間および未供用施設の名称は仮称である。
- バスストップ (BS)のうち、○/●は運用中の施設。無印はBSなし。
- スマートインターチェンジ (SIC) は背景色■で示す。
- その他の英略字は、ICはインターチェンジ、JCTはジャンクション、PAはパーキングエリア、SAはサービスエリアをそれぞれ示す。
- 路線名の特記がないものは市道。

| IC 番号                  | 施設名             | 接続路線名                                    | 一宮JCT から (km) | BS | 備考                                                                        | 所在地        | 所在地          |
| ------------------------ | ------------------ | --------------------------------------------- | ----------------- | -- | --------------------------------------------------------------------------- | ------------- | --------------- |
| 一宮西港道路（計画路線） |                    |                                               |                   |    |                                                                             |               |                 |
| 25-1                     | 一宮JCT            | E1 名神高速道路                               | 0.0               | -  | 小矢部砺波JCT方面のみ キロポストは0.3KPから                                 | 愛知県 一宮市 | 愛知県 一宮市   |
| 1                        | 一宮稲沢北IC       | 県道14号岐阜稲沢線（西尾張中央道）            | 0.0               |    | 高山方面出入口                                                              | 愛知県 一宮市 | 愛知県 一宮市   |
| 1-1                      | 一宮西IC           | 県道14号岐阜稲沢線（西尾張中央道）            | 1.0               |    | 名神方面出入口                                                              | 愛知県 一宮市 | 愛知県 一宮市   |
| 2                        | 尾西IC             | 県道148号萩原三条北方線                       | 3.9               |    | 高山方面出入口                                                              | 愛知県 一宮市 | 愛知県 一宮市   |
| 3                        | 一宮木曽川IC       | 国道22号（名岐バイパス） 名岐道路（事業中）   | 7.7               |    |                                                                             | 愛知県 一宮市 | 愛知県 一宮市   |
| -                        | 木曽川本川橋       | -                                             | 10.6              | -  | 橋長 598 m                                                                  | 岐阜県        | 各務原市        |
| -                        | 川島PA             | -                                             | 11.3              |    | ハイウェイオアシス併設 河川環境楽園                                         | 岐阜県        | 各務原市        |
| 4                        | 岐阜各務原IC       | 国道21号（那加バイパス）                      | 13.3              |    |                                                                             | 岐阜県        | 各務原市        |
| -                        | 蘇原BS             | -                                             | 18.8              | ○  |                                                                             | 岐阜県        | 岐阜市          |
| 5                        | 関IC               | 国道248号                                     | 25.5              |    |                                                                             | 岐阜県        | 関市            |
| -                        | 小瀬BS             | -                                             | 27.8              | ○  |                                                                             | 岐阜県        | 関市            |
| -                        | 関SA               | -                                             | 28.0              |    | 岐阜・名古屋方面                                                            | 岐阜県        | 関市            |
| -                        | 長良川SA           | -                                             | 30.1              |    | 高山・富山方面                                                              | 岐阜県        | 関市            |
| 5-1                      | 美濃関JCT          | C3 東海環状自動車道                           | 31.1              | -  |                                                                             | 岐阜県        | 関市            |
| 6                        | 美濃IC             | 県道94号岐阜美濃線                            | 32.4              | ○  |                                                                             | 岐阜県        | 美濃市          |
| -                        | 古城山PA           | -                                             | 38.3              |    | 岐阜・名古屋方面                                                            | 岐阜県        | 美濃市          |
| 7                        | 美並IC             | 国道156号                                     | 49.6              | ○  |                                                                             | 岐阜県        | 郡上市          |
| -                        | 瓢ヶ岳PA           | -                                             | 50.8              |    | 高山・富山方面                                                              | 岐阜県        | 郡上市          |
| 8                        | 郡上八幡IC         | 国道156号 濃飛横断自動車道（計画中）          | 59.8              | ○  |                                                                             | 岐阜県        | 郡上市          |
| 9                        | ぎふ大和IC/PA      | 県道52号白鳥板取線                            | 66.0              | ○  |                                                                             | 岐阜県        | 郡上市          |
| 10                       | 白鳥IC/JCT         | E67 中部縦貫自動車道 （油坂峠道路）福井方面   | 76.4              |    |                                                                             | 岐阜県        | 郡上市          |
| 11                       | 高鷲IC             | 県道45号高鷲インター線                        | 84.4              |    |                                                                             | 岐阜県        | 郡上市          |
| -                        | 鷲見橋             | -                                             | 87.7              | -  | 下り線の橋脚高日本一 125 m                                                  | 岐阜県        | 郡上市          |
| 11-1                     | ひるがの高原SA/SIC | 県道321号ひるがの高原線                       | 91.5              | ○  |                                                                             | 岐阜県        | 郡上市          |
| 12                       | 荘川IC             | 国道158号                                     | 98.3              |    |                                                                             | 岐阜県        | 高山市          |
| -                        | 松ノ木峠PA         | -                                             | 109.2 109.5       |    | 日本の高速道路の最高地点 1,085 m 上下線で0.3 km標高差がある                 | 岐阜県        | 高山市          |
| 13                       | 飛驒清見IC/JCT     | E67 中部縦貫自動車道 （高山清見道路）高山方面 | 117.3             |    | この先小矢部砺波JCT方面 対面通行                                            | 岐阜県        | 高山市          |
| -                        | 飛驒河合PA         | -                                             | 130.2             |    |                                                                             | 岐阜県        | 飛驒市          |
| -                        | 飛驒トンネル       | -                                             | 130.4 - 141.1     | -  | 長さ 10,710 m 危険物積載車両通行禁止                                        | 岐阜県        | 飛驒市          |
| -                        | 飛驒トンネル       | -                                             | 130.4 - 141.1     | -  | 長さ 10,710 m 危険物積載車両通行禁止                                        | 岐阜県        | 大野郡 白川村   |
| 14                       | 白川郷IC           | 国道156号                                     | 142.2             |    |                                                                             | 岐阜県        |                 |
| -                        | 飛驒白川PA         | -                                             | 143.6 143.5       |    | 上下線で0.1 km標高差がある                                                  | 岐阜県        |                 |
| 15                       | 五箇山IC           | 国道156号                                     | 157.4             |    |                                                                             | 富山県        | 南砺市          |
| -                        | 袴腰トンネル       | -                                             | 159.0 - 164.9     | -  | 長さ 5,939 m 危険物積載車両通行禁止                                         | 富山県        | 南砺市          |
| -                        | 城端トンネル       | -                                             | 165.0 - 168.2     | -  | 長さ 3,196 m                                                                | 富山県        | 南砺市          |
| 15-1                     | 城端SA/SIC         | 市道桜ヶ池クアガーデン線                      | 169.9             | ○  | ハイウェイオアシス併設 桜ヶ池クアガーデン                                   | 富山県        | 南砺市          |
| 16                       | 福光IC             | 国道304号                                     | 173.8             |    | 「路外給油サービス」が行われている （詳細は「福光インターチェンジ」を参照） | 富山県        | 南砺市          |
| 17                       | 南砺SIC            | 県道279号安居福野線                           | 181.4             |    |                                                                             | 富山県        | 南砺市          |
| 19                       | 小矢部砺波JCT      | E8 北陸自動車道                               | 184.8             |    |                                                                             | 富山県        | 小矢部市 砺波市 |
| E41 能越自動車道         |                    |                                               |                   |    |                                                                             |               |                 |

## 歴史

### 年表
| 1986 | (3月)岐阜各務原IC - 美濃IC                                 |
| 1987 |                                                            |
| 1988 |                                                            |
| 1989 |                                                            |
| 1990 |                                                            |
| 1991 |                                                            |
| 1992 | (3月)福光IC - 小矢部砺波JCT                                |
| 1993 |                                                            |
| 1994 | (3月)美濃IC - 美並IC                                       |
| 1995 |                                                            |
| 1996 | (4月)美並IC - 郡上八幡IC                                   |
| 1997 | (3月)一宮木曽川IC - 岐阜各務原IC (11月)郡上八幡IC - 白鳥IC |
| 1998 | (2月)尾西IC - 一宮木曽川IC (2月)一宮JCT - 尾西IC           |
| 1999 | (11月)白鳥IC - 荘川IC                                      |
| 2000 | (9月)五箇山IC - 福光IC (10月)荘川IC - 飛驒清見IC           |
| 2001 |                                                            |
| 2002 | (11月)白川郷IC - 五箇山IC                                  |
| 2003 |                                                            |
| 2004 |                                                            |
| 2005 |                                                            |
| 2006 |                                                            |
| 2007 |                                                            |
| 2008 | (7月)飛驒清見IC - 白川郷IC                                 |

- 1964年（昭和39年）7月1日 : 東海北陸自動車道建設法公布[21]。
- 1966年（昭和41年）7月1日 : 同法廃止、同時に国土開発幹線自動車道建設法の改正により国土開発幹線自動車道の予定路線とされる。
- 1970年（昭和45年）6月18日 : 一宮JCT - 白鳥IC 基本計画告示。
- 1971年（昭和46年）6月8日 : 福光IC - 小矢部砺波JCT 基本計画告示。
- 1972年（昭和47年）6月20日 : 一宮JCT - 美濃IC 整備計画・施行命令[22]。
- 1973年（昭和48年）11月1日 : 白鳥IC - 福光IC 基本計画告示。
- 1978年（昭和53年）11月21日 : 福光IC - 小矢部砺波JCT 整備計画・施行命令[23]。
- 1979年（昭和54年）3月2日 : 美濃IC - 白鳥IC 整備計画・施行命令[22]。
- 1980年（昭和55年）10月29日 : 各務原トンネルにて起工式[22]。
- 1986年（昭和61年）
  - 1月21日 : 白鳥IC - 荘川IC 整備計画決定。
  - 2月16日 : 開通を記念して日本初の高速道路マラソンを実施[22]。
  - 3月5日 : 岐阜各務原IC - 美濃IC開通（4車線）[2][22]。
- 1988年（昭和63年）
  - 6月17日：福光IC - 小矢部砺波JCT間着工[24]。
  - 9月22日 : 白鳥IC - 荘川IC 施行命令[25]。
- 1989年（平成元年）3月29日 : 荘川IC - 福光IC 整備計画決定。
- 1990年（平成2年）12月28日 : 上平IC（五箇山IC） - 福光IC 施行命令[26]。
- 1991年（平成3年）3月28日 : 荘川IC - 飛驒清見JCT 施行命令。
- 1992年（平成4年）
  - 3月28日 : 福光IC - 小矢部砺波JCT開通（2車線）[2]。これにより、北陸自動車道と接続。
  - 4月14日：荘川IC - 清見IC（飛騨清見IC）、中心杭打式[27]。
  - 5月28日：上平IC（五箇山IC） - 福光IC、中心杭打式[27]。
- 1993年（平成5年）11月19日 : 飛驒清見JCT - 五箇山IC 施行命令。
- 1994年（平成6年）3月25日 : 美濃IC - 美並IC開通（2車線）[2]。
- 1996年（平成8年）
  - 3月28日 : 能越自動車道開通により、小矢部砺波JCTで能越自動車道と直結[28]。
  - 4月18日 : 美並IC - 郡上八幡IC開通（2車線）[2]。
  - 11月12日 : 飛驒トンネル起工。

- 1997年（平成9年）

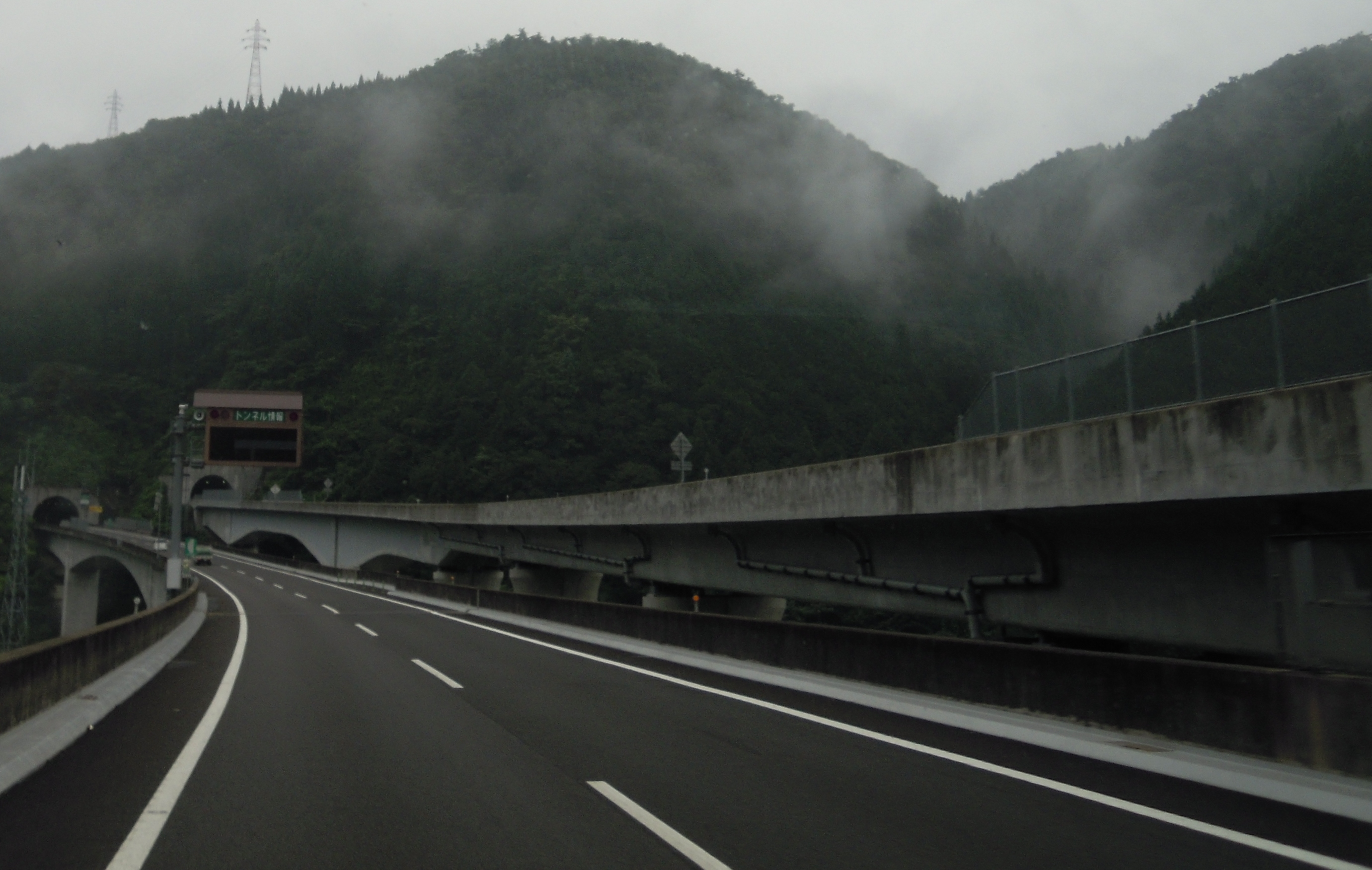
郡上八幡IC - ぎふ大和ICの小瀬子トンネル付近

  - 3月24日 : 一宮木曽川IC - 岐阜各務原IC開通（4車線）[2]。
  - 11月10日 : 郡上八幡IC - 白鳥IC開通（2車線）[2]。
- 1998年（平成10年）
  - 2月20日 : 尾西IC - 一宮木曽川IC開通（4車線）[2]。
  - 12月13日 : 一宮JCT - 尾西IC開通（4車線）[2]これにより、名神高速道路と接続。
- 1999年（平成11年）
  - 3月18日 : 美濃IC - 白鳥IC 4車線化工事着手。
  - 9月18日 : 台風16号で国道156号が通行不能になったため白鳥IC-高鷲ICが緊急開通（8:00から22日17:00まで）。
  - 11月1日 : 白鳥ICで中部縦貫自動車道（油坂峠道路）と接続。
  - 11月27日 : 白鳥IC - 荘川IC開通（2車線）[2]。
- 2000年（平成12年）
  - 9月30日 : 五箇山IC - 福光IC開通（2車線）[2][29]。
  - 10月7日
    - 荘川IC - 飛驒清見IC開通（2車線）[2]、開通区間の109.3 KP付近が日本の高速道路の標高最高地点となる。
    - 飛驒清見ICで中部縦貫自動車道高山清見道路と接続[30]
- 2002年（平成14年）11月16日 : 白川郷IC - 五箇山IC開通（2車線）[2]。
- 2003年（平成15年）12月24日 : 瓢ヶ岳PA - 郡上八幡ICの4車線化工事着手。
- 2004年（平成16年）
  - 12月4日 : 美濃IC - 瓢ヶ岳PA、白鳥IC付近の4車線化[2]。
- 2005年（平成17年）
  - 3月19日 : 美濃関JCT開通により、東海環状自動車道と接続。
  - 7月14日 : ぎふ大和IC - 白鳥ICの4車線化工事着手。
- 2006年（平成18年）6月1日 : 郡上八幡IC - ぎふ大和ICの4車線化工事着手。
- 2007年（平成19年）1月13日 : 飛驒トンネル（本坑）貫通[2][31]。

- 2008年（平成20年）

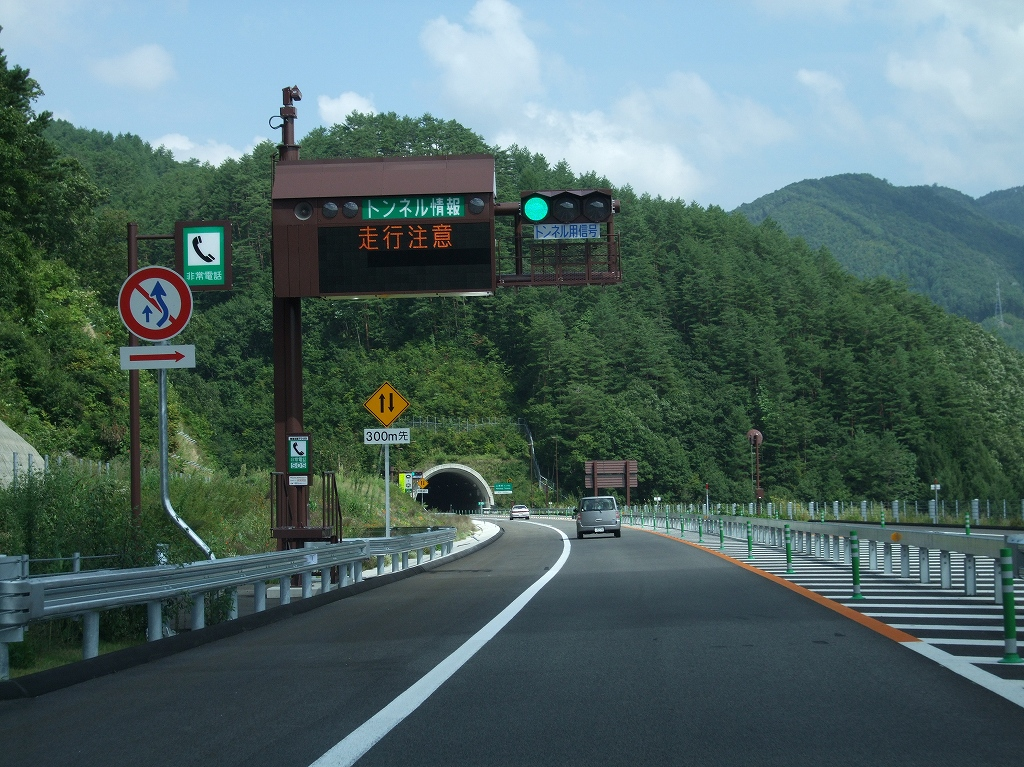
飛驒清見IC - 白川郷IC

  - 7月5日 : 飛驒清見IC - 白川郷IC開通（2車線）これにより、全線開通[1][2][32][33]。
  - 7月18日 : 瓢ヶ岳PA - 郡上八幡ICの4車線化[2][34]。
- 2009年（平成21年）
  - 2月20日 : ぎふ大和IC - 白鳥ICの4車線化[2][35]。
  - 4月1日 : ひるがの高原スマートIC恒久化[36]。
  - 4月27日 : 白鳥IC - 飛驒清見IC 4車線化整備計画承認[37]。
  - 5月29日 : 国土交通大臣により整備計画が変更[37]。
  - 7月17日 : 郡上八幡IC - ぎふ大和ICの4車線化[2]。これにより、一宮JCT - 白鳥ICは4車線となった[38]。
  - 10月16日 : 補正予算で計上された白鳥IC - 飛驒清見ICの4車線化事業の凍結が閣議決定[37]。
- 2010年（平成22年）4月9日 : 国土交通省より、一時凍結のあった白鳥IC - 飛驒清見ICの4車線化事業を再着手すると表明[39]。
- 2011年（平成23年）3月1日 : 南砺スマートICの連結を許可[40]。
- 2012年（平成24年）4月20日 : 白鳥IC - 飛驒清見ICの4車線化事業許可[2][41]。

- 2013年（平成25年）

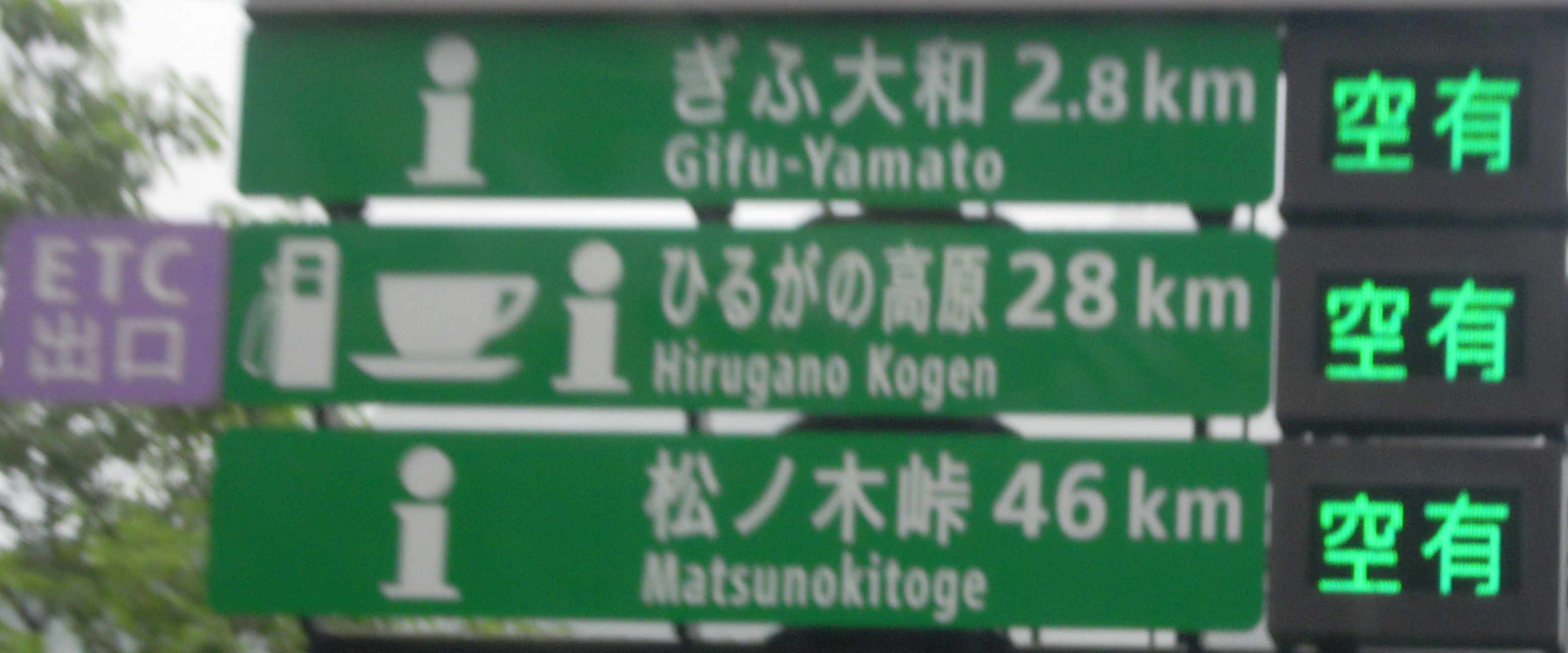
SA・PAの三段標識の一例
（郡上八幡IC - ぎふ大和IC）

  - 3月28日 : ぎふ大和PAの施設がリニューアルオープンし、駐車場・トイレがそれぞれ拡充・拡張[42]。
  - 4月19日 : 松ノ木峠PAが正式に供用を開始[42]。当PA及び ひるがの高原SA・ぎふ大和PAの駐車場混雑状況を示した三段標識を使用開始。
- 2015年（平成27年）
  - 3月1日 : 南砺スマートIC供用開始[43][44]。
  - 5月25日 : 4車線化工事中の白鳥IC - 飛驒清見IC間の白鳥トンネル貫通式を開催[45]。
- 2016年（平成28年）
  - 6月7日 : 飛驒清見IC - 小矢部砺波JCT間を付加車線設置検証区間に選定[46]。
  - 8月25日 : 城端トンネル北側 - 福光IC間と南砺スマートIC - 小矢部砺波JCT間に付加車線を設け試験的に4車線化すると発表した。
  - 10月24日 : 4車線化工事中の白鳥IC - 飛驒清見IC間の軽岡トンネルの貫通式を開催。工事中の11本のトンネルの中で最長である[47]。
- 2018年（平成30年）
  - 11月30日 : 白鳥IC - 高鷲ICの4車線化[48]。
  - 12月8日 : ひるがの高原SA - 飛驒清見ICが平成30年7月豪雨で被災した松ノ木峠PA付近を除いて4車線化[48]。
- 2019年（平成31年/令和元年）
  - 3月20日 : 高鷲IC - ひるがの高原SAの4車線化[49]。
  - 3月29日 : 白川郷IC - 五箇山IC間の一部において、国土交通省より4車線化工事の事業許可を受ける[50]。
  - 9月4日：国土交通省が東海北陸道の飛驒清見IC - 小矢部砺波JCT間の全線を10 - 15年後を目処に4車線化する優先整備区間に選定する方針を発表[51][52][53]。
  - 11月29日：松ノ木峠PA付近が4車線化[54]。これにより白鳥IC - 飛驒清見ICの4車線化が完了。
- 2020年（令和2年）
  - 3月10日 : 国土交通省が東海北陸道の4車線化優先整備区間のうち、2020年度に新たに4車線化事業に着手する候補箇所として白川郷IC - 福光IC間を選定[55][56][57]。
  - 3月31日 : 白川郷IC - 福光IC間の4車線化工事について国土交通省より事業許可を受ける[58]。
  - 8月5日 : 西尾張IC（仮称）の名称を「一宮稲沢北IC」に決定したと、愛知県および中日本高速道路が発表した[59]。
  - 11月7日 : 城端SA - 福光IC間（延長2.3 km）が4車線化[60]。
- 2021年（令和3年）
  - 1月9日午後 - 1月10日 : 記録的な大雪の影響で、福光IC - 小矢部砺波JCT間の上下線で乗用車260台が相次いで立ち往生した[61]。立ち往生は10日午後10時に解消[62]。
  - 3月28日 : 一宮稲沢北IC供用開始[63]。
  - 5月1日 : 一宮JCT - 美濃関JCT間の料金水準が大都市近郊区間の水準に変更される[64][65]。
  - 11月10日 : 南砺スマートIC - 小矢部砺波JCT間の一部（延長1.8 km）が4車線化[66][67]。
- 2022年（令和4年）
  - 3月4日 : 国土交通省が東海北陸道の4車線化優先整備区間のうち、2022年度に新たに4車線化事業に着手する候補箇所として福光IC - 南砺SIC間を選定[68][69]。
  - 3月30日：福光IC - 南砺SIC間において、国土交通省より4車線化工事の事業許可を受ける[70]。
  - 4月：城端スマートICの建設に着手[71]。
  - 11月12日 : 五箇山IC - 城端SA間の一部（延長2.4 km）と福光IC - 小矢部砺波JCT間の一部（延長3.5 km）が4車線化[72]。
- 2023年（令和5年）12月16日 : 城端スマートICが供用開始[73]。
- 2024年（令和6年）
  - 3月1日 : 国土交通省が東海北陸道の4車線化優先整備区間のうち、2024年度に新たに4車線化事業に着手する候補箇所として飛驒清見IC - 白川郷IC間の一部延長4.3 kmを選定し、準備調査候補箇所として飛驒清見IC - 白川郷IC間の一部延長11.9 kmを選定[74]。
  - 3月27日：飛驒清見IC - 白川郷IC間の一部延長4.3 kmにおいて、国土交通省より4車線化工事の事業許可を受け、また、飛驒清見IC - 白川郷IC間の飛驒トンネルを含む一部延長11.9 kmを準備調査箇所として事業認可を受ける[75]。

### 産声をあげた道路構想
名古屋市を核とする東海地方と北陸地方との連携の必要性は早くから認識されていた。戦前には経済学者で岐阜大学教授の小出保治や名古屋土木出張所長の田淵寿郎らが太平洋沿岸と日本海沿岸を結び、両地域の都市が相互に結ばれ補完し合う事を提言している。
戦後にいち早く経済的な復興を果たした中京圏では、伏木富山港を名古屋の補完港として活用するため広域的なネットワークを求める声が上がり、1953年（昭和28年）には現在の国道41号が国道155号名古屋富山線として制定されたものの、富山県など北陸側では生活道路の整備が十分ではなかったため冬期でも安全に往来が可能な一般道路の整備を求める声が強く、両地域ではまだ広域的な経済圏の構築に対して温度差があった。
東海北陸自動車道の具体的な計画・整備に向けた発端となったのは、1960年（昭和35年）に建設省（現・国土交通省）が実施した全国の高速道路ネットワークの整備に向けた「自動車道路網整備のための調査」であった。この中で全国の都市および農村から2時間以内にアクセス可能となる幹線道路の計画が構想され、その一環として東海地方と北陸地方を繋ぐ高速道路が立案された。
中部地方建設局（現・中部地方整備局）では1961年頃より図上選定調査を開始し、東海北陸自動車道の原形となる中部横断高速自動車道路のルートを策定。しかし、道路の起点を名古屋市とする事に異論はなかったものの、終点を北陸のどこにするかで福井県・石川県・富山県（富山県内では更に富山市と高岡市）間の誘致合戦が繰り広げられ、同年5月17日の三県申し合わせで“3県に等しく利益がもたらされる事”を条件に、富山県に落ち着いた経緯がある。それに伴い、ルート案には当時一級国道として東海・北陸を結んでいた国道41号沿いではなく、福井県寄りに並行する二級国道の国道156号沿いが選ばれた。この理由については前述の3県受益の観点から福井県・石川県からの利便性向上を図るほか、当時選定にあたった中部建設局企画室の担当者によれば、国道41号は既に改良工事が進んでいた事、同道路沿いは飛騨川や急峻な山肌など地形的な制約があり建設費がかさむと予想された事、そして当時工事が最盛期を迎えていた中央自動車道との距離が近過ぎた事を挙げている。ただし高速道路ナンバリングが採用された際には「E41」が採用されている。
この頃には、1957年（昭和32年）の国土開発縦貫自動車道建設法公布に端を発して全国各地から高速道路を求める機運が高まったほか、北陸地域においては1963年1月の38豪雪の教訓から、災害時における救援物資の輸送路として他県とのアクセスの重要性が認識され始めた頃であり、そうした流れを受け同年6月には中部横断高速自動車道路として「愛知県一宮市 - 富山県高岡市」というルート概要が建設省より正式に発表された。

### 建設法成立と着工

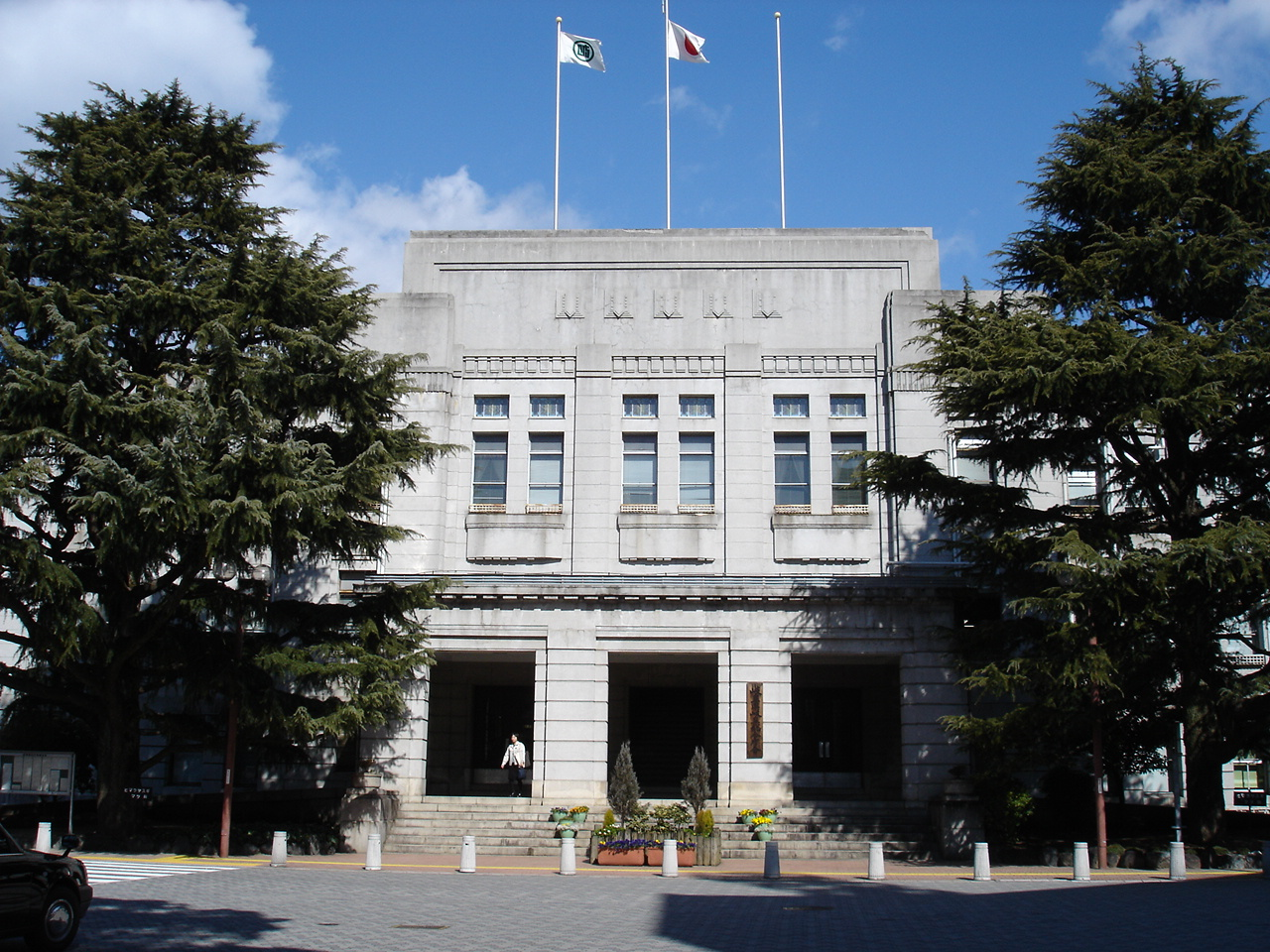
沿線の中で県内延長が一番長い事から、建設促進同盟会の旗振役は岐阜県が務めた

1963年（昭和38年）7月、会長を松野幸泰岐阜県知事、メンバーを中部地域6県1市とする「中部横断高速自動車道路の建設促進同盟会」が設立されると、岐阜県選出で建設相も務めた野田卯一の支援を受け、岐阜県企画課の担当者が同盟会事務局として手作りの説明資料を片手に議員会館を奔走した。自民党政調審議会では同盟会の幹部が見守る中、東海・北陸間自動車道よりも東北道・中国道など日本列島の骨格をなす道路（いわゆる縦貫5道）の優先整備を目指す建設省の尾之内由紀夫道路局長に対し、三木武夫政調会長が叱咤するシーンもあったという。中部圏全域を一体として内陸高速輸送網整備の進言する国連のワインズマン調査団の中間報告もあり、1964年（昭和39年）6月に自民・社会・民社3党の19議員により東海北陸自動車道建設法案が議員立法で通常国会に提出され、同月中に可決・成立し翌7月1日に公布された。この時のルートは「愛知県一宮市 - 岐阜県関市 - 同県大野郡荘川村（現・高山市）付近 - 富山県砺波市」と定めており、総延長約170 km、事業費約2,000億円を見込んでいた。なお、この法案で初めて“東海北陸自動車道”という名称が用いられている。
建設法が成立したものの、沿線人口の少なさや山岳道路ゆえ建設コストが膨大になると見込まれた事から基本計画・整備計画の決定や事業化は先送りされ、最初の基本計画が告示されたのは法案成立から6年後の1970年（昭和45年）である。富山県選出で1969年（昭和44年）に初当選した元衆議院議員の綿貫民輔によれば、建設省に道路整備の陳情に行った際には「既に国道が2つもあるのに高速道路が要るのか」と当時の事務次官からは相手にしてもらえなかったという。
結局、根本龍太郎建設相の方針により、人口が多く一定の利用者数が見込まれる起点部と終点部から建設が進められる事となり、1970年と翌1971年（昭和46年）に南北両端部の基本計画が決定し、1972年（昭和47年）には一宮JCT - 美濃IC間（約33 km）が高速自動車国道法第5条に基づく審議会および整備計画決定を経て、建設相から日本道路公団に対して施行命令（現在の建設許可に相当）が発せられた。

### 度重なる計画変更
伊勢湾と敦賀湾とを結ぶ日本横断運河構想の推進派であった大野伴睦の死去後、1970年（昭和45年）の中部圏開発整備本部の調査報告書において事実上の運河事業中止宣言とともに代替案として、ルートこそ大幅に異なるものの中部圏における南北の交通網整備が提言され、それが一因となって1970年代以降は東海北陸道の各事業区間で計画決定や着工が相次いだ。
しかしながら沿線では道路計画や土地収用に対する激しい抵抗もあり、特に岐阜市東部の芥見地域の住民説明会では当時衆院議員となっていた松野幸泰元岐阜県知事が「ルートを変える努力をする」と公言してしまった事から、道路公団は1973年（昭和48年）11月に「美濃以南路線問題専門委員会」を立ち上げ、従来計画の2.5 km東にずらした現在のルートに変更を余儀なくされた。同様の交渉難航によるルート変更の事例は愛知県でもあったという。また山間の岐阜県郡上郡大和町域などでは、道路整備そのものには賛同するものの買収価格に関して激しい駆け引きがあり、一部地権者が受け取った金額は相場の3倍にもなった。
このように事業用地の確保は一筋縄ではいかず、1976年（昭和51年）7月1日に道路公団名古屋建設局と岐阜県との間で用地買収に関する委託協定が結ばれ設立当初岐阜県庁の9人体制で始まった岐阜県高速道路事務所は、最盛期には21人まで増強する必要に迫られた。実際に、ある地権者との交渉は140回にも及んだという。

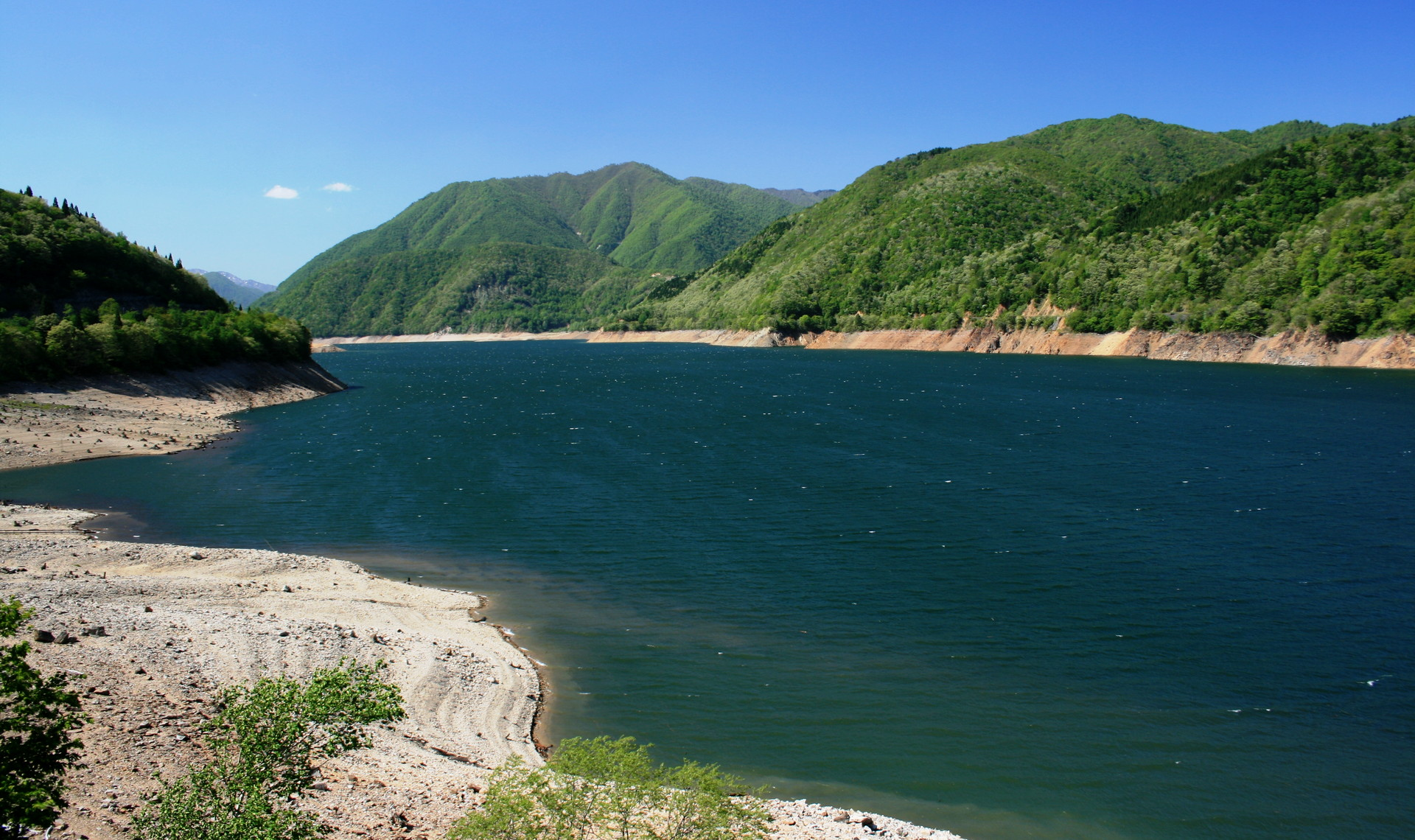
国道156号から臨む御母衣ダム
東海北陸道も本来はこの辺りを通る計画だった

1986年（昭和61年）に東海北陸道初の開通区間となる岐阜各務原IC - 美濃IC（約19 km）が供用を開始した翌1987年（昭和62年）には、全国の均等な発展を目的に“多極分散型国土の形成”を掲げた第四次全国総合開発計画のもと国土開発幹線自動車道建設法が改正され、その中で北陸（とりわけ福井県）と首都圏との最短ルートの要となる中部縦貫自動車道の計画が具体化し、東海北陸道と飛驒地域で連結する運びとなった。これに伴い、従来高山市から20 km以上離れた国道156号沿いに計画されていた東海北陸道に関し、高山市や高山商工会議所、飛騨高山観光協会では1986年5月以降、高山市とのアクセス利便性を考慮した路線計画の策定を関係機関や国会議員に陳情。また建設省で道路局長や技監を歴任し後に参議院議員となった沓掛哲男によれば、福井県選出の重鎮福田一が御母衣ダムの南側で両高速道路を接続する構想を持ち出したが、富山・石川方面から東海北陸道・中部縦貫道を使って松本方面に抜ける際にV字の大回りを余儀なくされる事から、東海北陸道そのものを荘川村から東に迂回させ、高山市西部で中部縦貫道（松本方面）と接続した後に西向きに進路を変えて白川村付近で再び国道156号に沿いに復帰する現在のルートに変更されたという。そうして1988年（昭和63年）には環境影響評価準備書に新ルートが盛り込まれた。当時の試算では従来計画に比べ距離が約9 km延長するものの、工費は変わらないと試算されていた。
また、インターチェンジについても計画変更があり、当初構想にはなかった美並IC・ぎふ大和IC・高鷲ICの3インターチェンジが地域懇願により追加されている。うち美並ICについては当時の福田赳夫首相に直談判の末1978年（昭和53年）の整備計画で盛り込まれ、ぎふ大和IC・高鷲ICの両インターチェンジについては開発インターチェンジ制度を利用して1989年（平成元年）に設置が許可されたものである。

### 土木技術の粋を結集して北進
東海北陸自動車道は総延長約185 kmのうちトンネルの延長合計が約70 km、また橋梁の数も上下線合わせて386本を数え、その中でも建設が後回しにされてきた岐阜県奥美濃から富山県砺波平野にかけての区間は高速道路の国内最高標高となる海抜1,085 mを通る、典型的な山岳道路である。それゆえ当該区間の至る所で難関工事を余儀なくされ、随所に当時最新の土木施工技術が投入される事となった。その最たるものが、日本一の橋脚高さを誇る鷲見橋（高鷲IC - 荘川IC間）と、貫通当時日本で2番目の長さを誇った飛驒トンネル（飛驒清見JCT - 白川郷IC間、後述）である。

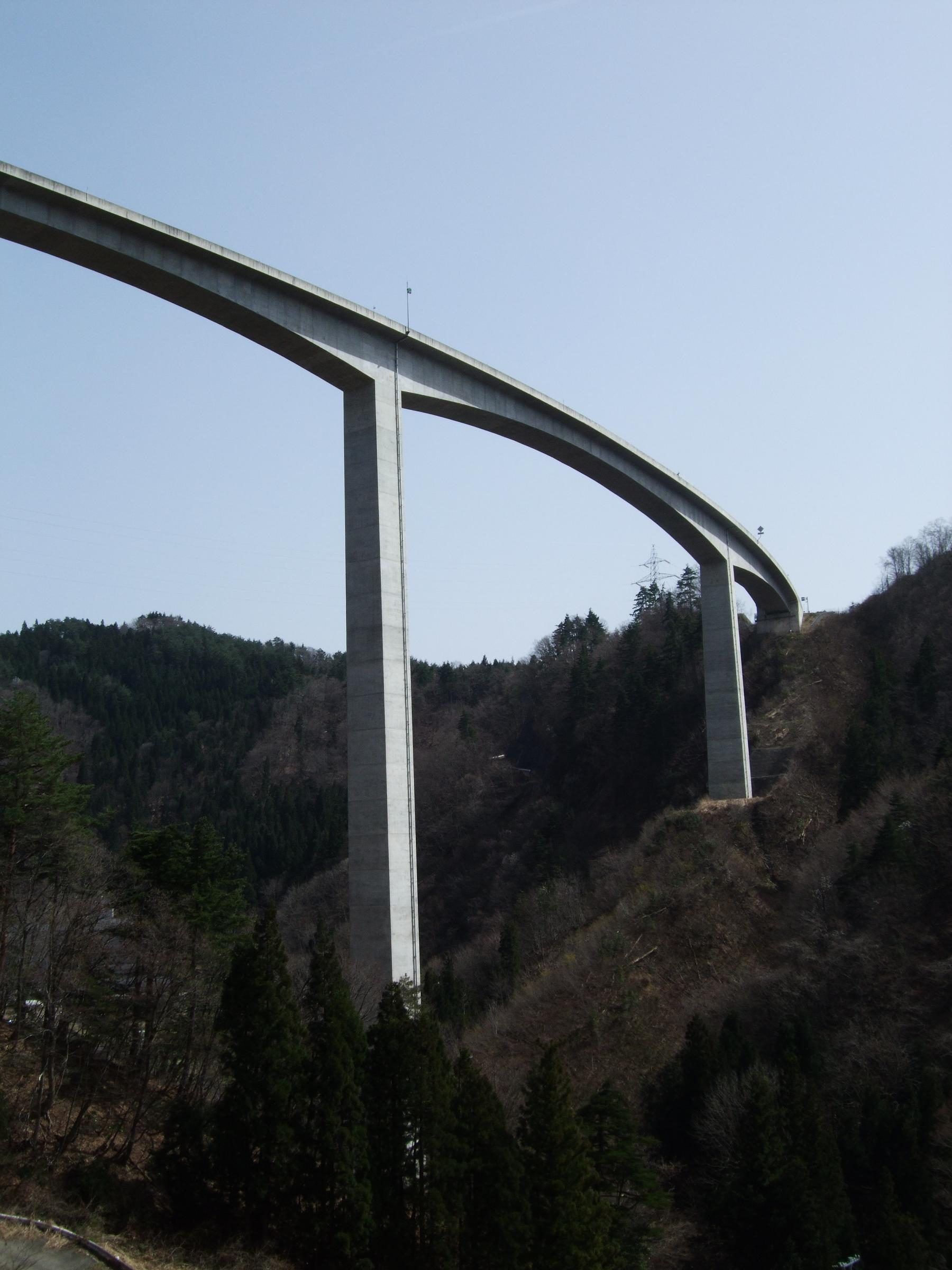
山肌にそびえる鷲見橋

1988年（昭和63年）に施行命令が下された白鳥IC - 荘川IC間で、旧高鷲村の鷲見川にかかる橋梁である鷲見橋の設計を担当した日本道路公団名古屋建設局の構造技術課担当者は現地のV字谷と山襞を見て度肝を抜かしたという。この区間ではルート線形がR=600のカーブを描くため構造的に不安定になるアーチ橋は不可とされ、近辺に安定した工事車両用道路が確保できず長尺の金属製桁が搬入できない事から現場で打設できるコンクリートを素材とする事が決まった。地形的に難工事が予想されるため橋脚の本数を抑える事とし、こうして消去法的に採用されたのが4径間連続ラーメン橋であった。1997年（平成9年）11月より鹿島建設請負で始まった工事では工期短縮と工費削減、環境保護のため、高強度コンクリートと高強度鉄筋を使用した同社の新工法であるスーパーRC構造で「大口径深礎基礎」を実現したほか、作業場の安全性確保と作業効率上昇のためラチェット型の油圧昇降装置を備えた「自昇式型枠足場」が用いられた。2年の工期を経て完成した鷲見橋は長さ436 m、橋脚高が日本一となる118 mで、それまで日本一の座にあった与島高架橋（瀬戸大橋）の79 mを大幅に更新している。
また同じ頃、隣接する全長198 mの本谷橋でもピー・エス（現・ピーエス・コンストラクション）の施工によって日本初の張り出し架設工法による橋波鋼板ウェブを用いたPC3径間連続ラーメン箱桁橋が建設され、軽量化による施工効率上昇や工費削減を実現し、こちらはその業績から土木学会田中賞を受賞した。
なお、これらの橋梁が設計段階にあった1990年代初頭は第二東名高速・第二名神高速プロジェクトが動き出した頃で、それらの道路も同様に山岳道路となる事が確実視されていたため、そちらに投入される可能性のある新技術を試す場として東海北陸道が抜擢された経緯がある。実際に、鷲見橋・本谷橋いずれの技術も両高速道路に採用されている。

### 世紀の難工事・飛驒トンネル
飛驒清見IC - 白川郷ICの24.9 kmは最後の開通区間となった。この区間では1996年（平成8年）10月より籾糠山直下を貫く飛驒トンネルが飛島建設の施工で着工された。当初は2005年（平成17年）の愛知万博前の開通を目指したが、1,000 mもの土かぶりで地質調査が十分にできなかった事もあって1998年（平成10年）6月には先進坑が予想外の軟弱地盤に当たり、順調ならTBMで月に200–300 m進めると見込まれた進捗は、NATM工法に切り替えた事もあり2002年（平成14年）頃には月30 mという有様であった。本坑では同年8月よりNATM工法で着工したが、3 km進むのに5年もの歳月を要した。
軟弱地盤を抜けると今度は硬い地盤に悩まされ、先進坑では最大で毎分13トン（排水管の坑口部分では70トン）もの大量湧水対策として水抜きボーリングを、世界最大級のTBMが投入された本抗では強固な地盤で1 m毎に刃の交換を強いられた。高圧粘土層においてTBMが掘進不能に。TBMは止む無く解体された。坑口に“臥薪嘗胆”の札を掲げ、工事は24時間の突貫で続けられた。こうした中、2003年（平成15年）7月から8月にかけて森喜朗元首相と小泉純一郎首相が相次いで現地に視察に訪れている。現職の総理大臣が高速道路の施工現場に駆け付けるのは初めての事であった。
2006年（平成18年）3月に先進坑が、翌2007年（平成19年）1月には本坑が貫通。貫通当時は日本国内で2番目、世界でも8番目に長い道路トンネルであった。これを受けて全線開通の時期を当初2008年（平成20年）3月末と予定したが、飛驒トンネル貫通点付近での地山の崩落や「盤膨れ」と呼ばれる壁面の膨張などが発生したため開通時期を同年7月頃に延期、その後の正式発表を経て7月5日15時にNEXCO中日本は飛驒清見IC - 白川郷IC24.9 kmを開通させ、この日を以って、1972年（昭和47年）より工事着手した東海北陸自動車道は36年の歳月を経て全線開通となった。最後の開通区間の事業費は1860億円（うち飛驒トンネルは当初予定の約4割増となる980億円）で、全線での総事業費は1兆2190億円であった。

### 全線開通と新たな課題

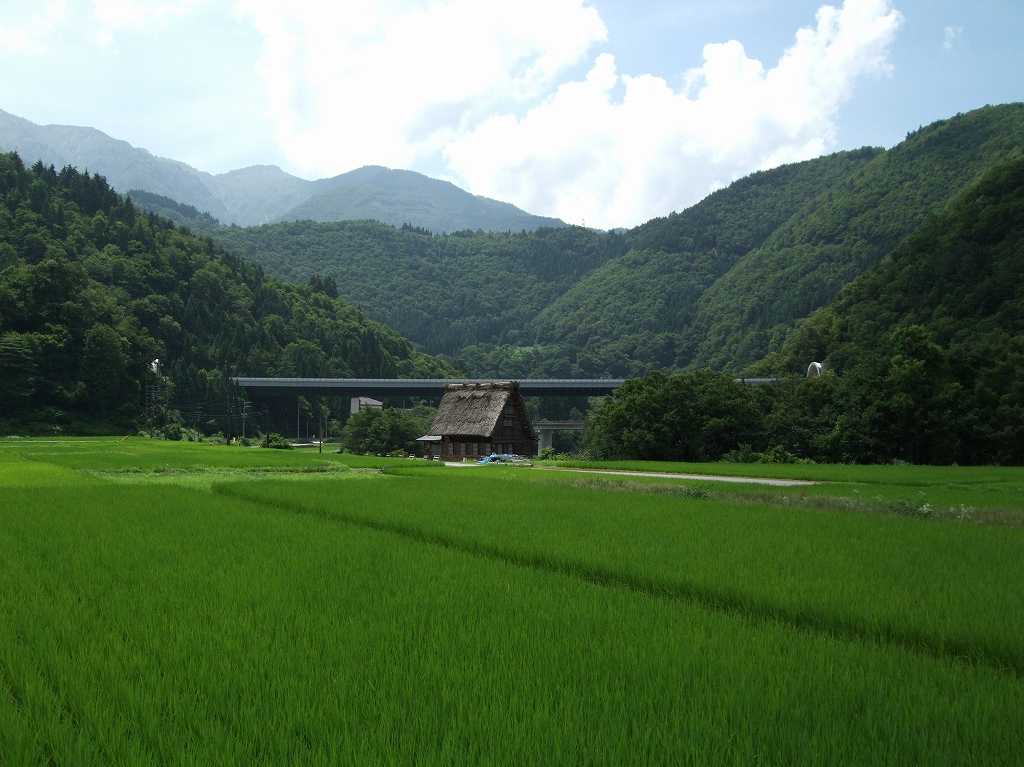
白川郷の合掌造りと白川橋

東海北陸自動車道が全通すると、北陸道からの転換効果もあり交通量はほぼ全区間に亘り増え、特に休日の増加率が顕著になっている事が確認された。物流効率の上昇による経済活性化（岐阜県試算によれば30年間で約5兆6000億円の効果）、沿線観光資源の振興、交通事故の減少による安全性・定時性確保など域内外の利用者に便益をもたらしており、例えば、環日本海ゲートウェイとして日本海側の総合的拠点港を目指す伏木富山港を抱える富山県の「環日本海物流ゴールデンルート構想」では、2012年（平成24年）にウラジオストクとの間で定期就航を開始したRO-RO船と共に、東海北陸道が構想の基盤をなしている。実際、全線開通前には中京圏の企業が相次いで伏木富山港を視察に訪れ、その将来性を実感していたという。また、岐阜県の山間部にとっては高速道路が高山市などの救急医療施設への搬送路確保に一役買っており、かつて白川村で村長を務めた和田正美は「昔は虫垂炎であの世へというのが常識だった」と述懐し、全線開通した今を「夢のような時代」と表現する。また、白川村では高校生が下宿通学から解放され自宅通学可能になるというメリットもみられた。
一方で、世界遺産として有名な白川郷では近年観光客が激増しており、過度な増加による景観破壊を懸念する声があるほか、行楽シーズンには最寄りの白川郷ICで観光地周辺の駐車場の容量不足により駐車場待ちの渋滞が発生し、その車列がインターチェンジを越えて東海北陸道本線にまで伸びるという新たな問題も発生しており、2008年（平成20年）の全線開通による交通量増はこの問題に一層拍車をかけている。

### 4車線化事業の迷走
東海北陸道は全線が4車線（片側2車線）で計画されているが連続4車線で走行できるのは一宮JCT - 飛驒清見IC間 (117.3 km) である。飛驒清見IC - 南砺SIC間は暫定2車線による対面通行区間であり（美濃IC - 飛驒清見ICも開通当初は暫定2車線で供用していた）、この区間ではインターチェンジ付近（五箇山IC、福光IC）とサービスエリア・パーキングエリア付近（飛驒白川PA）には追越車線が設置されている。山地部を通るものの登坂車線は存在せず、代わりにゆずり車線が上り線2箇所、下り線3箇所に存在する。
暫定供用区間のうち白鳥IC - 飛驒清見IC間 (40.9 km) については、とりわけ高鷲IC付近で事故が多発していることから2009年（平成21年）4月27日に開催された第4回国土開発幹線自動車道建設会議において着工の前提となる整備計画変更が了承され、合併施行方式による4車線化拡幅整備が進められることとなり、2014年度（一部2012年度）の開通を予定していた。
しかし、同年7月の第45回衆議院議員総選挙の結果民主党が政権につくと、鳩山由紀夫内閣の掲げる「コンクリートから人へ」の大号令の下に相次いで日本全国の大型公共事業の凍結が打ち出され、補正予算が執行停止された東海北陸道の拡幅事業（補正予算額805億円）は一転して暗礁に乗り上げた。これに対し、沿線の県や自治体、地元住民などの間には一斉に戸惑いや不満の声が広がる事態となった。
転じて2010年（平成22年）4月9日に国土交通省はこの区間の再着手を決定し、2012年（平成24年）4月6日に前田武志国土交通大臣は4車線化事業に国費は投入せず（合併施行方式の撤回）NEXCO中日本の負担で再開する事を発表した。2013年（平成25年）夏よりこの間の工事に着手しており、部分開通はせずに2018年度（平成30年度）中の一斉供用を目指すとしてた。
2018年（平成30年）の6月、10月、12月に白鳥IC - 飛驒清見IC間の4車線化一部完了に伴い、車線切替が行われた。同年11月30日に白鳥IC - 高鷲IC間が、同年12月8日にひるがの高原SA - 飛驒清見IC間がいずれも4車線化された。高鷲IC - ひるがの高原SA間は2019年（平成31年）3月20日に4車線化された。

### 残る対面通行区間の4車線化
最後の4車線化未整備区間となる、飛驒トンネルを含めた飛驒清見IC - 小矢部砺波JCT間 (67.5 km) については「10.7 kmもの長大トンネルでの対面通行はドライバーにとって大きな負担」と安全性を懸念する声があり、実際に飛驒トンネル内で衝突死亡事故が発生しているほか、隣接する保トンネルや城端トンネルでも正面衝突による死亡事故が発生している。

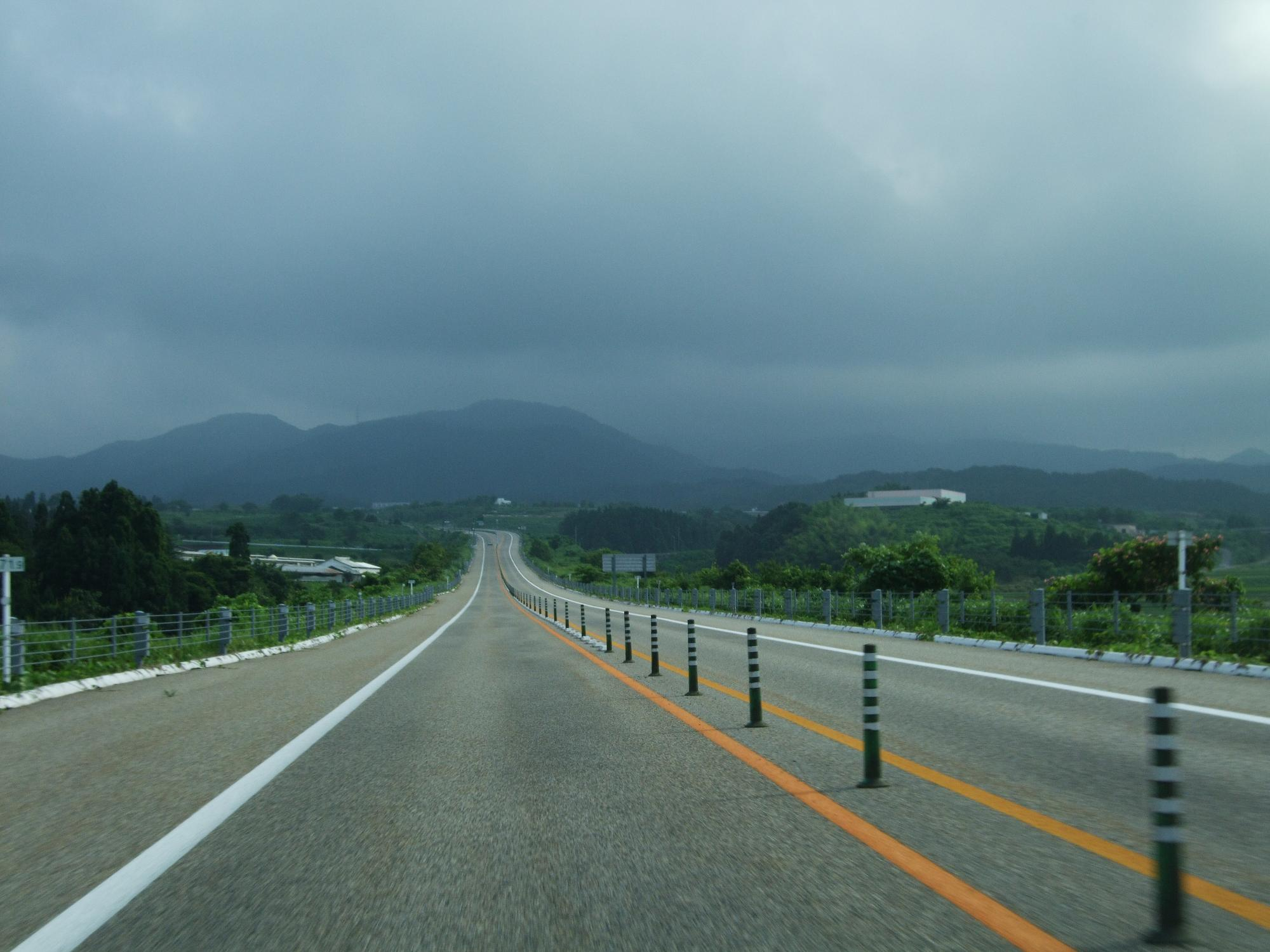
対面区間が続く富山県区間
（福光IC - 城端SAにて、2008年7月時点）

これに対し道路を管理するNEXCO中日本では、2012年度（平成24年度）から5年間の経営計画で「より安全・安心・快適にご利用いただくために、東海北陸自動車道（飛驒清見IC - 小矢部砺波JCT）など、対面通行区間（暫定2車線）を4車線化する検討を進めます。」と記載するに留めており、対策の具現化はされていなかった。4車線拡幅の目途となる交通量が1日1万台とされる中で、当該区間は最も交通量の多い福光IC - 小矢部砺波JCTでも1日6,900台（休日は8,900台、いずれも2012年7月 - 翌2013年6月実績）となっており、今後の動向も不透明な状況であった。
富山県では、2015年（平成27年）3月の北陸新幹線新高岡駅開業や能越自動車道の七尾方面延伸、また同年7月に小矢部市にオープンした三井アウトレットパーク北陸小矢部などの外的要因によって東海北陸道の利用者が増加すると見込まれること、南海トラフ巨大地震など有事の際に北陸から東海地方を支援する大動脈となること、全区間で用地取得済みであり早期の完成供用が期待できることなどから引き続き早期事業着手を関係機関に求めていく方針で、富山県選出の野上浩太郎国土交通副大臣の音頭取りで国土交通省・NEXCO中日本・富山県・岐阜県による「東海・北陸地方間のネットワーク交通課題検討会」が2014年（平成26年）6月に設立された際には歓迎の意向を示していた。
そのような中、2016年（平成28年）6月7日に国土交通省は暫定2車線区間における付加車線設置の検証路線（4路線・5区間）を公表し、その1つとして東海北陸道の飛驒清見IC - 小矢部砺波JCT区間が選定された。全国的に速度低下率が25 %以下となっている暫定2車線区間を抽出して当該区間の付加車線の設置により安全性・走行性の向上を目指すとものであり、これにより試行段階ながら全線4車線化されるまでの暫定的な措置が取られる事となった。付加車線は城端トンネル北側 - 福光IC間（4.7 km）および南砺SIC - 小矢部砺波JCT間（5.3 km）に設置されることとなった。
さらに、2019年（平成31年）3月29日に法面危険箇所があることから白川郷IC - 五箇山IC間の一部の延長2.8 kmに対し付加車線設置事業が国土交通省より事業許可を受けた。同年（令和元年）9月4日には国土交通省が残りの暫定2車線区間についても、2028年度（令和10年度）から2033年度（令和15年度）を目処に4車線化する方針を示した。このうち、2020年（令和2年） 3月31日に白川郷IC - 五箇山IC間の残る区間について並行現道課題のため延長10.1 kmおよび、五箇山IC - 城端SA間の残る区間について城端トンネル・袴腰トンネルの盤膨れ対策として延長9.5 kmに対し、付加車線設置事業の国土交通省より事業許可を受けた。更に、令和3年の大雪のため、約50時間の立ち往生が発生したことから2022年（令和4年） 3月30日に福光IC - 南砺SICの残る区間について4車線化事業が事業許可を受けた。これによって白川郷IC - 小矢部砺波JCTについては全区間の4車線化が事業化され、残る飛驒清見IC - 白川郷ICについては2024年（令和6年） 3月27日に飛驒清見IC - 飛驒河合PA間のうち起点側ミボロトンネルまでの延長4.3 kmが事故防止を目的に4車線化の事業認可を受け、飛驒トンネルを含む飛驒河合PA - 白川郷IC間の延長11.9 kmが渋滞対策を目的に準備調査箇所となった。
このうち2016年度（平成28年度）に事業化された区間について、城端SA - 福光IC間の一部、延長2.3 kmが2020年（令和2年）11月7日に供用開始され、2021年（令和3年）11月10日には、南砺SIC - 小矢部砺波JCT間の一部、延長1.8 kmが供用開始、2022年（令和4年）11月12日には、残りの五箇山IC - 城端SA間の一部、延長2.4 kmと福光IC - 南砺SIC - 小矢部砺波JCT間の一部、延長3.5 kmが4車線化され、2016年度（平成28年度）に事業化された区間の4車線化が完成した。

## 路線状況

### 車線・最高速度
| 区間                    | 車線 上下線=上り線+下り線 | 最高速度 | 備考  |
| ----------------------- | ------------------------- | -------- | ----- |
| 一宮JCT - 飛驒清見IC    | 4=2+2                     | 80 km/h  |       |
| 飛驒清見IC - 城端SA     | 2=1+1 （暫定2車線）       | 70 km/h  | ※1 ※2 |
| 城端SA - 福光IC         | 4=2+2                     | 70 km/h  |       |
| 福光IC - 南砺SIC        | 2=1+1 （暫定2車線）       | 70 km/h  | ※1 ※2 |
| 南砺SIC - 小矢部砺波JCT | 4=2+2                     | 70 km/h  |       |

- ※1 : 飛驒清見IC - 小矢部砺波JCT間の全線は4車線化優先整備区間[51][52][53]
- ※2 : 各IC付近、飛驒白川PA付近は4車線化されている[要出典]。平成30年7月豪雨で被災した松ノ木峠PA前後ののり面部分については、2019年（令和元年）11月29日に4車線化された[114]。また、城端トンネル北側 - 福光IC間と南砺SIC - 小矢部砺波JCT間についても付加車線を設け試験的に4車線化すると2016年（平成28年）8月25日に北陸地方整備局が発表した[115]。これらの工事は2022年（令和4年）度までに完成した[72]。

### 道路施設

#### サービスエリア・パーキングエリア

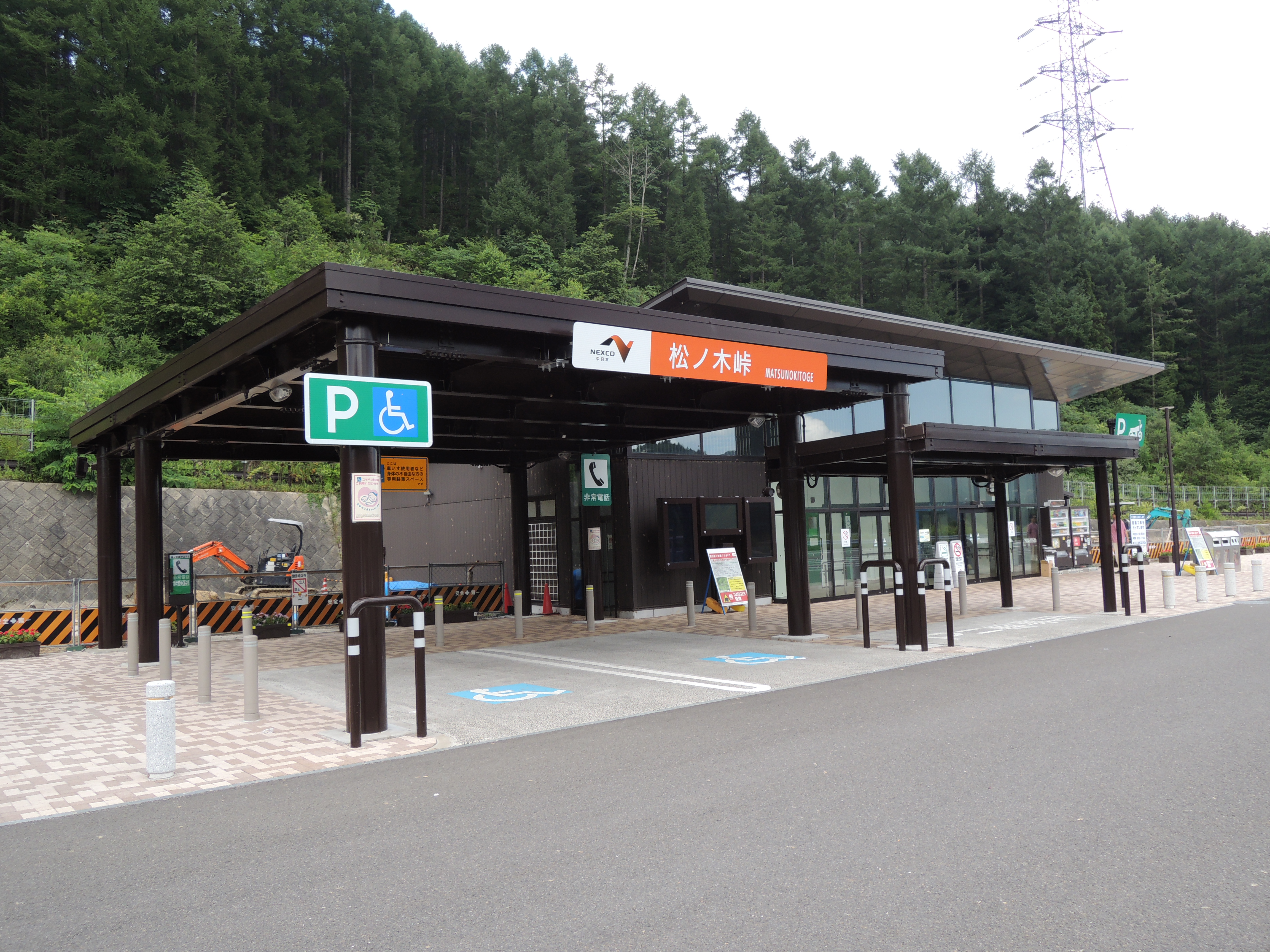
松ノ木峠PA 下り線施設（正式供用開始後）

売店はすべてのサービスエリア (SA) と川島パーキングエリア (PA) （下り線）・瓢ヶ岳PA・ぎふ大和PA（上り線）に設置されている。飛驒白川PA（上り線）は冬季を除く土日・繁忙期の期間限定で営業している。このうち24時間営業を行っているのは、関SAと長良川SAで、川島PA（下り線）、関SA、ひるがの高原SA（上下線）、城端SA（上下線共有）にはコンビニがある。レストランは関SA・長良川SAのみで、川島PA（下り線）と城端SAはハイウェイオアシス内にある。フードコートはすべてのサービスエリア（城端SAはハイウェイオアシス内）と、川島PA（上り線）・瓢ヶ岳PA・ぎふ大和PA（上り線）に設置されている。そのうち関SA・長良川SAのみ24時間営業である。
川島PAと城端SAの2か所にハイウェイオアシスが併設されている。川島PAに隣接する河川環境楽園では、観覧車や水族館など様々な施設がある。城端SAにはヨッテカーレ城端と桜ヶ池クアガーデンが隣接し軽食や農産物直売所、温泉や宿泊施設などがある。
ガソリンスタンドは関SA（上り線）・長良川SA（下り線）・ひるがの高原SAに設置されており、城端SAとすべてのパーキングエリアには設置されていない。長良川SAのガソリンスタンドを除き24時間営業であり、ひるがの高原SAのガソリンスタンドは上下線ともセルフ式になっている。

#### 主なトンネルと橋
山地部を通るためトンネルが多い。飛驒清見IC - 白川郷ICには飛驒トンネル (10,712 m) が、五箇山IC - 福光ICには袴腰トンネル (5,939 m) があるため、同区間ではタンクローリーなどの危険物積載車両は通行できない。3,000 m級では各務原トンネルと城端トンネル、2,000 m級では軽岡トンネルと椿原トンネルがある。

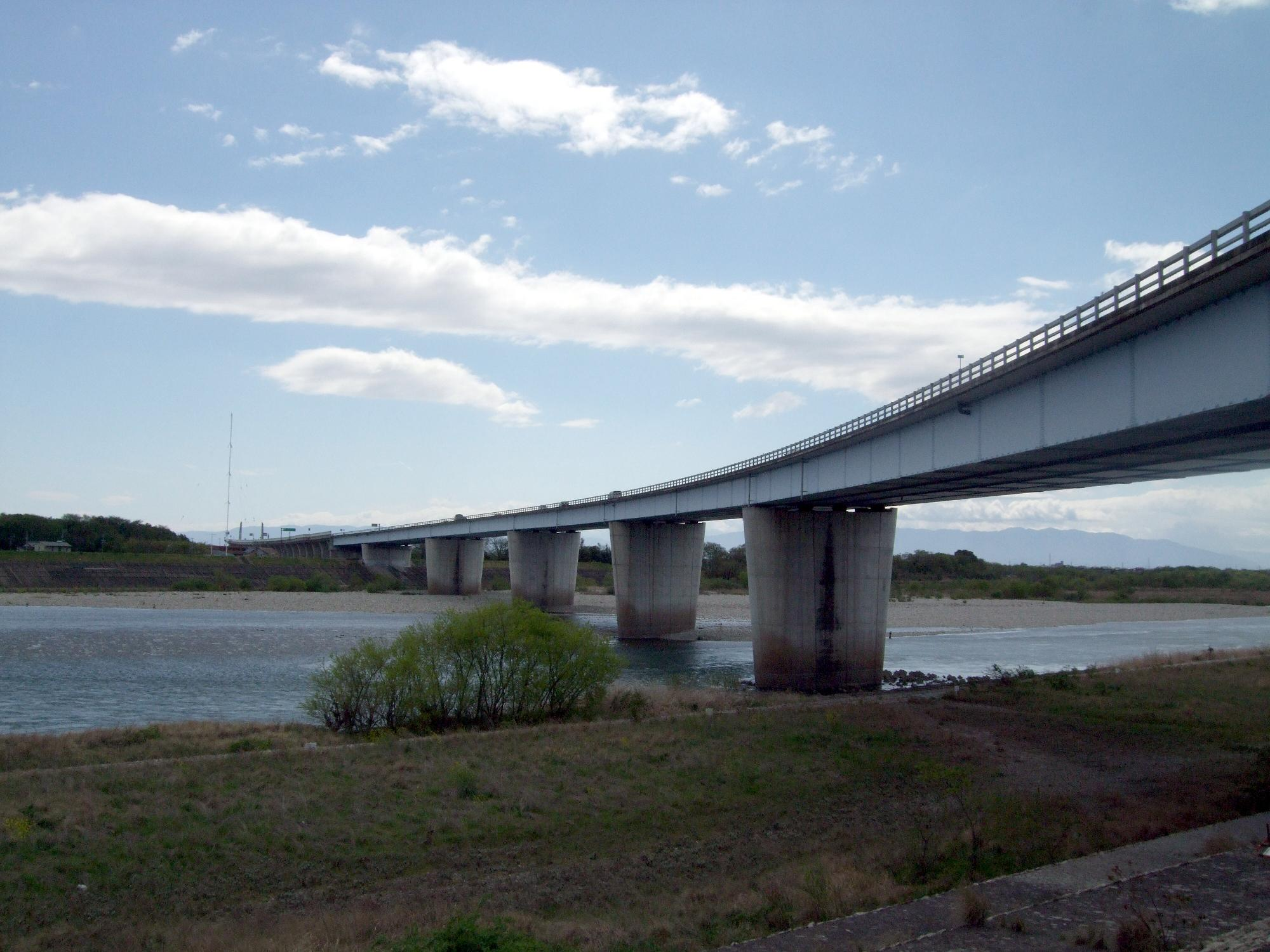
木曽川本川橋
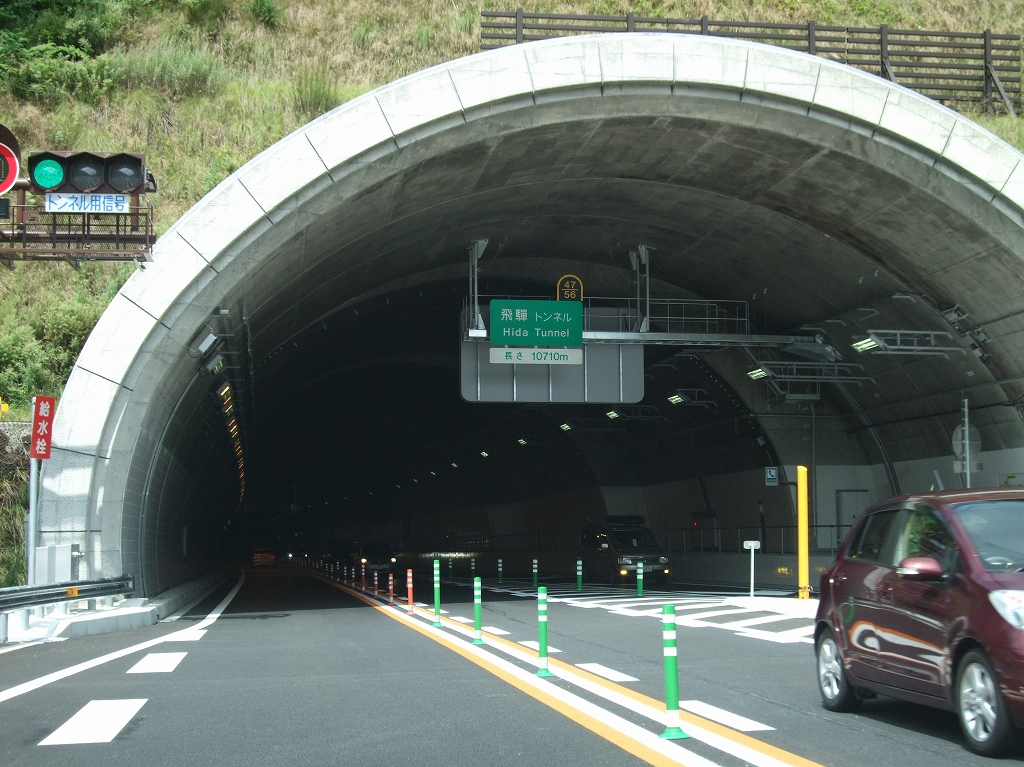
飛驒トンネル（河合坑口より）
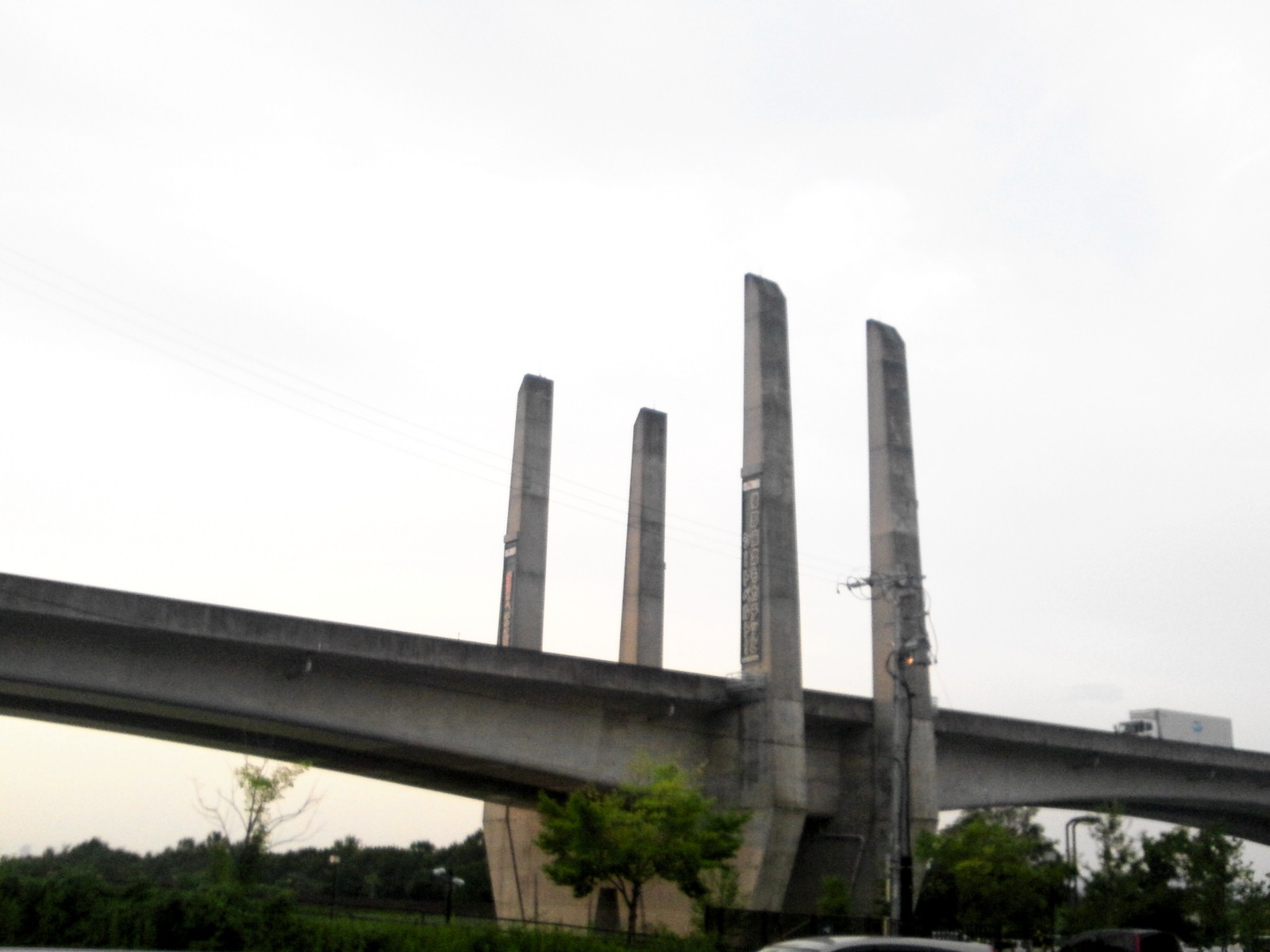
木曽川南派川橋付近「ハーモニーブリッジ」
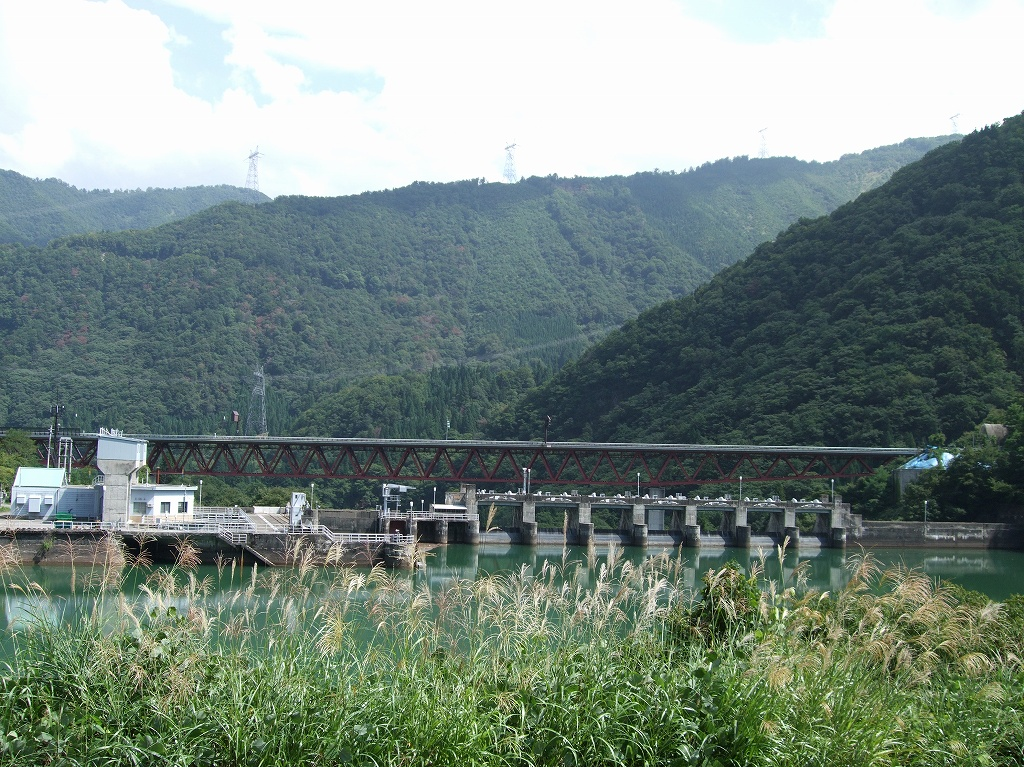
椿原橋と椿原ダム

| トンネル・橋梁 名称 | 延長                          | 区間                    | 備考 |
| ------------------- | ----------------------------- | ----------------------- | --- |
| 木曽川南派川橋      | 400 m                         | 一宮木曽川IC - 川島PA   | 愛知県と岐阜県の県境の南派川に架かる橋。 |
| 木曽川本川橋        | 598 m                         | 一宮木曽川IC - 川島PA   | 木曽川に架かる橋。 |
| 木曽川北派川橋      | 600 m                         | 川島PA - 岐阜各務原IC   | |
| 権現山トンネル      | 上り : 1,465 m 下り : 1,430 m | 岐阜各務原IC - 関IC     | |
| 各務原トンネル      | 上り : 3,050 m 下り : 3,015 m | 岐阜各務原IC - 関IC     | |
| 向山トンネル        | 上り : 360 m 下り : 373 m     | 関SA - 長良川SA         | |
| 立花橋              | 352 m                         | 美濃IC - 古城山PA       | 長良川と長良川鉄道越美南線を跨ぐ橋。 |
| 美濃トンネル        | 上り : 576 m 下り : 494 m     | 美濃IC - 古城山PA       | |
| 古城山トンネル      | 上り : 1,483 m 下り : 1,508 m | 美濃IC - 古城山PA       | |
| 立花トンネル        | 上り : 409 m 下り : 433 m     | 古城山PA - 美並IC       | |
| 鶴形山トンネル      | 上り : 1,318 m 下り : 1,293 m | 古城山PA - 美並IC       | |
| 上河和トンネル      | 上り : 215 m 下り : 215 m     | 古城山PA - 美並IC       | |
| 母野トンネル        | 上り : 737 m 下り : 513 m     | 古城山PA - 美並IC       | |
| 黒地トンネル        | 上り : 613 m 下り : 513 m     | 古城山PA - 美並IC       | |
| 勝原トンネル        | 上り : 936 m 下り : 982 m     | 古城山PA - 美並IC       | |
| 大矢南トンネル      | 上り : 347 m 下り : 342 m     | 古城山PA - 美並IC       | |
| 大矢北トンネル      | 上り : 1,000 m 下り : 945 m   | 古城山PA - 美並IC       | |
| 苅安トンネル        | 上り : 493 m 下り : 281 m     | 古城山PA - 美並IC       | |
| 山田トンネル        | 上り : 473 m 下り : 456 m     | 瓢ヶ岳PA - 郡上八幡IC   | |
| 深戸トンネル        | 上り：832 m 下り：825 m       | 瓢ヶ岳PA - 郡上八幡IC   | |
| 貝付橋              | 260 m                         | 瓢ヶ岳PA - 郡上八幡IC   | |
| 貝付トンネル        | 333 m                         | 瓢ヶ岳PA - 郡上八幡IC   | 下り線のみにあるトンネル。 |
| 赤谷トンネル        | 上り : 617 m 下り : 638 m     | 瓢ヶ岳PA - 郡上八幡IC   | |
| 西乙原トンネル      | 上り：736 m 下り：732 m       | 瓢ヶ岳PA - 郡上八幡IC   | |
| 寺本トンネル        | 上り : 547 m 下り : 536 m     | 瓢ヶ岳PA - 郡上八幡IC   | |
| 雛成第一トンネル    | 518 m                         | 瓢ヶ岳PA - 郡上八幡IC   | 下り線のみにあるトンネル。 |
| 雛成第二トンネル    | 181 m                         | 瓢ヶ岳PA - 郡上八幡IC   | 下り線のみにあるトンネル。 |
| 雛成トンネル        | 752 m                         | 瓢ヶ岳PA - 郡上八幡IC   | 上り線のみにあるトンネル。 |
| 亀尾島トンネル      | 上り : 758 m 下り : 820 m     | 瓢ヶ岳PA - 郡上八幡IC   | |
| 小瀬子トンネル      | 上り : 700 m 下り : 671 m     | 郡上八幡IC - ぎふ大和IC | |
| 大瀬子トンネル      | 上り : 502 m 下り : 519 m     | 郡上八幡IC - ぎふ大和IC | |
| 神路トンネル        | 上り : 659 m 下り : 670 m     | 郡上八幡IC - ぎふ大和IC | |
| 平山トンネル        | 上り : 1,396 m 下り : 1,413 m | ぎふ大和IC - 白鳥IC     | 2004年7月27日に対面通行区間での過積載のトラックと乗用車の正面衝突による大事故があったため（「平山トンネル」参照）、このトンネルを含む区間は当初の予定を前倒しして4車線化工事が始まった。                                                                       |
| 中津屋橋            | 1,006 m                       | ぎふ大和IC - 白鳥IC     | 2004年7月27日に対面通行区間での過積載のトラックと乗用車の正面衝突による大事故があったため（「平山トンネル」参照）、このトンネルを含む区間は当初の予定を前倒しして4車線化工事が始まった。                                                                       |
| 白鳥トンネル        | 上り : 529 m 下り : 542 m     | 白鳥IC - 高鷲IC         | |
| 高鷲トンネル        | 上り : 1,642 m 下り : 1,680 m | 白鳥IC - 高鷲IC         | |
| エボシ山トンネル    | 上り : 235 m 下り : 236 m     | 高鷲IC - ひるがの高原SA | |
| 鷲見橋              | 上り : 436 m 下り : 459 m     | 高鷲IC - ひるがの高原SA | 下り線の橋脚の高さ125 mは日本一。 |
| 上野第一トンネル    | 上り : 509 m 下り : 527 m     | 高鷲IC - ひるがの高原SA | |
| 上野第二トンネル    | 上り : 508 m 下り : 531 m     | 高鷲IC - ひるがの高原SA | |
| 本谷橋              | 198 m                         | ひるがの高原SA - 荘川IC | 橋桁に日本道路公団が波形鋼板ウェブを初めて採用している。 |
| 荘川トンネル        | 上り : 1,055 m 下り : 1,069 m | 荘川IC - 松ノ木峠PA     | |
| 三尾河トンネル      | 上り：890 m 下り：888 m       | 荘川IC - 松ノ木峠PA     | |
| スゲ畑トンネル      | 上り : 117 m 下り : 105 m     | 荘川IC - 松ノ木峠PA     | |
| 軽岡トンネル        | 上り : 2,700 m 下り : 2,748 m | 荘川IC - 松ノ木峠PA     | |
| 古屋トンネル        | 上り : 591 m 下り : 603 m     | 松ノ木峠PA - 飛驒清見IC | |
| 上小鳥トンネル      | 上り : 748 m 下り : 706 m     | 松ノ木峠PA - 飛驒清見IC | |
| 二本木トンネル      | 1,297 m                       | 飛驒清見IC - 飛驒河合PA | |
| 池本トンネル        | 1,769 m                       | 飛驒清見IC - 飛驒河合PA | |
| ミボロトンネル      | 161 m                         | 飛驒清見IC - 飛驒河合PA | |
| 東俣トンネル        | 554 m                         | 飛驒清見IC - 飛驒河合PA | |
| 江黒トンネル        | 1,434 m                       | 飛驒清見IC - 飛驒河合PA | |
| 舟原トンネル        | 1,124 m                       | 飛驒清見IC - 飛驒河合PA | |
| いら谷トンネル      | 1,530 m                       | 飛驒清見IC - 飛驒河合PA | |
| 保トンネル          | 1,563 m                       | 飛驒清見IC - 飛驒河合PA | |
| 飛驒トンネル        | 10,712 m                      | 飛驒河合PA - 白川郷IC   | 首都高速道路中央環状新宿線の山手トンネル (18.2 km)、関越自動車道の関越トンネル (11,055 m) に次ぎ国内3番目のトンネル長。危険物積載車両の通行は禁止。 |
| 白川橋              | 235 m                         | 飛驒河合PA - 白川郷IC   | 白川郷の合掌造り集落に隣接し、周辺環境と調和した庄川に架かる橋。（2004年〈平成16年〉土木学会デザイン賞・優秀賞） |
| 大牧トンネル        | 577 m                         | 飛驒河合PA - 白川郷IC   | 白川郷の合掌造り集落に隣接し、周辺環境と調和した庄川に架かる橋。（2004年〈平成16年〉土木学会デザイン賞・優秀賞） |
| 下田トンネル        | 1,199 m                       | 飛驒白川PA - 五箇山IC   | トンネル部1,160 m、シェッド部39 m。 |
| 下田橋              | 270 m                         | 飛驒白川PA - 五箇山IC   | 庄川に架かる橋 |
| 有家ヶ原トンネル    | 1,781 m                       | 飛驒白川PA - 五箇山IC   | |
| 椿原橋              | 322 m                         | 飛驒白川PA - 五箇山IC   | 椿原ダムの下流側で庄川に架かる橋。最大支間は155 m、全幅は11.65 mあり、張り出し架設工法が採用された。 1995年（平成7年）に世界遺産に登録された白川郷・五箇山の合掌造り集落のうち、白川郷附近を通過するため、周囲の景観に配慮して設計された。                     |
| 椿原トンネル        | 2,676 m                       | 飛驒白川PA - 五箇山IC   | |
| 小白川トンネル      | 519 m                         | 飛驒白川PA - 五箇山IC   | |
| 飛越大橋            | 276 m                         | 飛驒白川PA - 五箇山IC   | 岐阜県と富山県の県境の庄川に架かる橋。 |
| 楮成出トンネル      | 1,964 m                       | 飛驒白川PA - 五箇山IC   | |
| 真木トンネル        | 1,606 m                       | 飛驒白川PA - 五箇山IC   | 別資料1,608 m 暫定2車線に並行している反対車線のトンネルは、北陸で初めてのカラー照明、事故防止のため前方の車の後部を照らすように角度を付けたLED照明、運転者の視線を誘導する青色反射材、壁面に道路案内を投影するシステムを導入したトンネルとして建設されている。 |
| 五箇山橋            | 309 m                         | 五箇山IC - 城端SA       | 庄川に架かる橋 |
| 袴腰トンネル        | 5,939 m                       | 五箇山IC - 城端SA       | 別資料5,932 m、危険物積載車両の通行は禁止。 |
| 城端トンネル        | 3,196 m                       | 五箇山IC - 城端SA       | 別資料3,192 m |

※ 飛驒清見IC - 南砺SIC間は対面通行（暫定2車線）

##### トンネルの数
| 区間                    | 上り線 | 下り線 |
| ----------------------- | ------ | ------ |
| 一宮JCT - 岐阜各務原IC  | 0      | 0      |
| 岐阜各務原IC - 関IC     | 2      | 2      |
| 関IC - 美濃関JCT        | 1      | 1      |
| 美濃関JCT - 美濃IC      | 0      | 0      |
| 美濃IC - 美並IC         | 11     | 11     |
| 美並IC - 郡上八幡IC     | 7      | 9      |
| 郡上八幡IC - ぎふ大和IC | 3      | 3      |
| ぎふ大和IC - 白鳥IC     | 1      | 1      |
| 白鳥IC - 高鷲IC         | 2      | 2      |
| 高鷲IC - ひるがの高原SA | 3      | 3      |
| ひるがの高原SA - 荘川IC | 0      | 0      |
| 荘川IC - 松ノ木峠PA     | 4      | 4      |
| 松ノ木峠PA - 飛騨清見IC | 2      | 2      |
| 飛驒清見IC - 飛騨河合PA | 8      | 8      |
| 飛騨河合PA - 白川郷IC   | 2      | 2      |
| 白川郷IC - 飛騨白川PA   | 0      | 0      |
| 飛騨白川PA - 五箇山IC   | 6      | 6      |
| 五箇山IC - 城端SA       | 2      | 2      |
| 城端SA - 小矢部砺波JCT  | 0      | 0      |
| 合計                    | 54     | 56     |
| 合計                    | 110    |        |

トンネルの坑口には、分数方式でトンネルの数を示すカウンターが設置されている。上り線は54、下り線56となっている。上り線1本目城端トンネル坑口には1/54。下り線1本目権現山トンネル坑口には1/54のプレートが記載されている。下り線は54から56とトンネルの数が変化する。美並IC - 郡上八幡ICの山田トンネルから分母が56と表示されている。上下線のトンネル数の違いは、美並IC - 郡上八幡ICの下り線のみにある貝付トンネルと雛成第一トンネル、雛成第二トンネルのためである。高鷲IC - ひるがの高原SAにある上野第2トンネル下り線は2つのトンネルの間にスノーシェルターがあり1つのトンネルとなっている。白川郷IC - 五箇山ICにある楮成出トンネルはスノーシェルターが楮トンネルと成出トンネルを繋いでおり、1つのトンネルとなっている。
飛驒清見IC - 南砺SIC間は暫定2車線の対面通行となっているため、建設されているトンネルは上下線で1本となっている。これにより、実際に建設されているトンネルの数は上り線36、下り線38、上下線共用18である。

### 道路管理者
- NEXCO中日本 名古屋支社
  - 羽島保全・サービスセンター : 一宮稲沢北IC- 一宮木曽川IC
  - 岐阜保全・サービスセンター : 一宮木曽川IC - 郡上八幡IC
  - 高山保全・サービスセンター : 郡上八幡IC - 白川郷IC
- NEXCO中日本金沢支社
  - 富山高速道路事務所 : 白川郷IC - 小矢部砺波JCT

#### ハイウェイラジオ
- 一宮西（一宮JCT - 尾西IC）

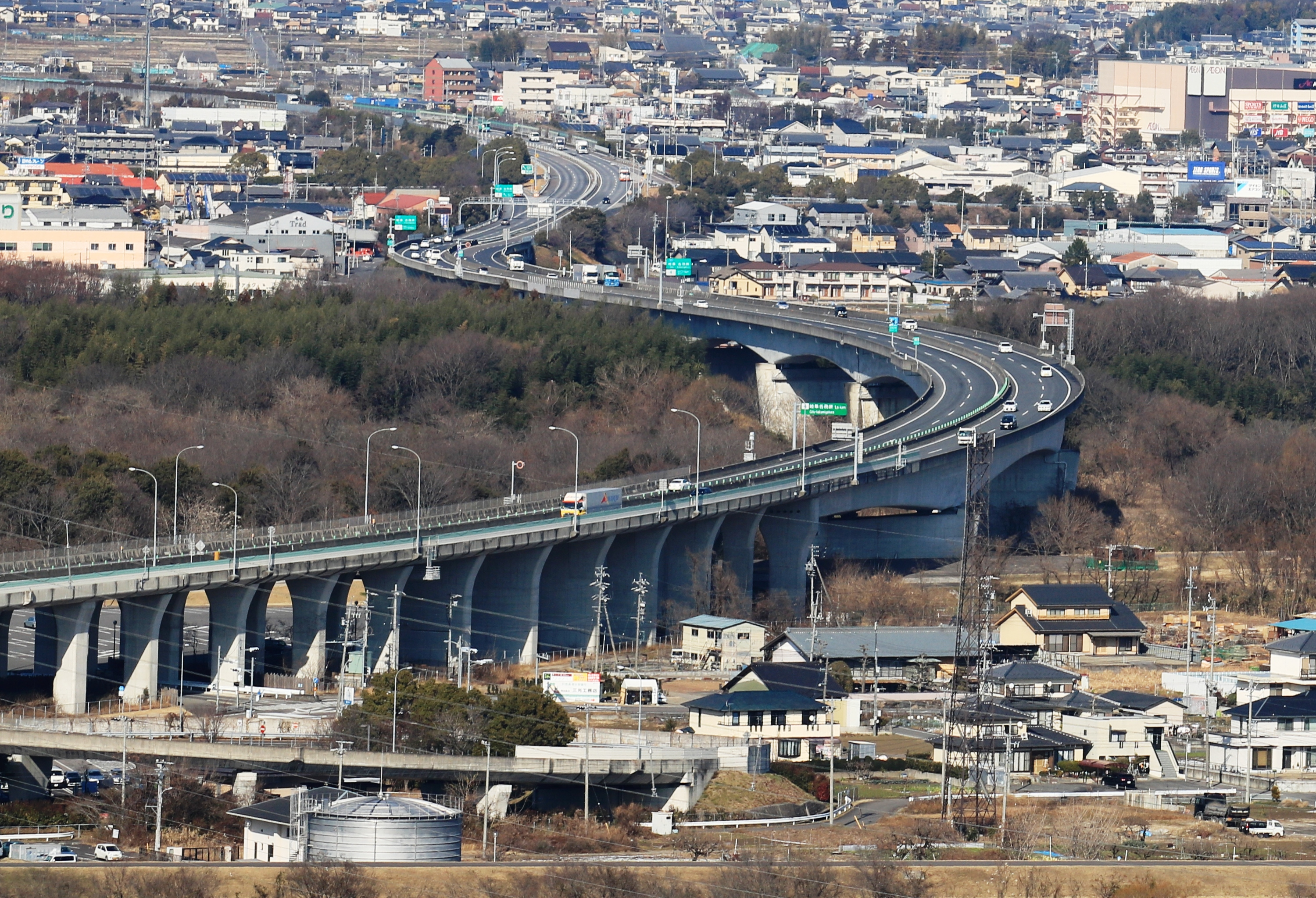
木曽川北派川橋とその付近

- 木曽川（一宮木曽川IC - 岐阜各務原IC）
- 美濃（美濃IC - 古城山PA）
- 郡上八幡（郡上八幡IC - ぎふ大和IC/PA）
- ひるがの（高鷲IC - 荘川IC）
- 椿原（飛驒白川PA - 五箇山IC 小白川TN・椿原TN内）
- 城端（五箇山IC - 城端SA 城端TN内）

### 交通量
24時間交通量（台） 道路交通センサス
| 区間                        | 平成17年（2005年）度 | 平成22年（2010年）度 | 平成27年（2015年）度 | 令和3（2021）年度 |
| --------------------------- | -------------------- | -------------------- | -------------------- | ----------------- |
| 一宮JCT - 一宮西IC          | 35,716               | 43,860               | 44,715               | 42,512            |
| 一宮西IC - 尾西IC           | 25,636               | 32,416               | 32,387               | 30,587            |
| 尾西IC - 一宮木曽川IC       | 28,688               | 35,818               | 35,679               | 32,518            |
| 一宮木曽川IC - 岐阜各務原IC | 25,436               | 32,774               | 32,680               | 29,165            |
| 岐阜各務原IC - 関IC         | 22,120               | 25,589               | 25,231               | 21,317            |
| 関IC - 美濃関JCT            | 17,532               | 20,134               | 20,197               | 16,608            |
| 美濃関JCT - 美濃IC          | 16,079               | 18,428               | 19,927               | 16,337            |
| 美濃IC - 美並IC             | 13,144               | 15,208               | 16,827               | 13,672            |
| 美並IC - 郡上八幡IC         | 12,145               | 14,205               | 15,785               | 12,770            |
| 郡上八幡IC - ぎふ大和IC     | 09,264               | 11,149               | 13,275               | 10,566            |
| ぎふ大和IC - 白鳥IC         | 08,605               | 10,315               | 12,488               | 09,325            |
| 白鳥IC - 高鷲IC             | 07,575               | 09,207               | 11,784               | 08,923            |
| 高鷲IC - ひるがの高原SASIC  | 07,125               | 08,624               | 11,652               | 08,755            |
| ひるがの高原SASIC - 荘川IC  | 07,125               | 08,397               | 11,112               | 08,292            |
| 荘川IC - 飛驒清見IC         | 05,072               | 08,086               | 10,400               | 08,211            |
| 飛驒清見IC - 白川郷IC       | 調査当時未開通       | 05,239               | 06,396               | 05,529            |
| 白川郷IC - 五箇山IC         | 02,033               | 04,626               | 05,701               | 05,022            |
| 五箇山IC - 福光IC           | 02,621               | 05,305               | 06,339               | 05,564            |
| 福光IC - 南砺SIC            | 3,656                | 06,034               | 06,867               | 05,972            |
| 南砺SIC - 小矢部砺波JCT     | 3,656                | 06,034               | 07,367               | 06,688            |

出典：「平成22年度道路交通センサス」・「平成27年度全国道路・街路交通情勢調査」・「令和3年度全国道路・街路交通情勢調査」（国土交通省ホームページ）より一部データを抜粋して作成）
- 令和2年度に実施予定だった交通量調査は、新型コロナウイルスの影響で延期された[125]。

2002年度（平成14年度）
区間別日平均交通量（区間平均）
- 一宮JCT - 飛驒清見IC : 12,310台（前年度比103.2 %）
  - 最大 : 一宮JCT - 一宮西IC : 30,515台（108.8 %）
  - 最小 : 荘川IC - 飛驒清見IC : 4,040台（106.1 %）
- 白川郷IC - 小矢部砺波JCT : 2,298台（98.2 %）

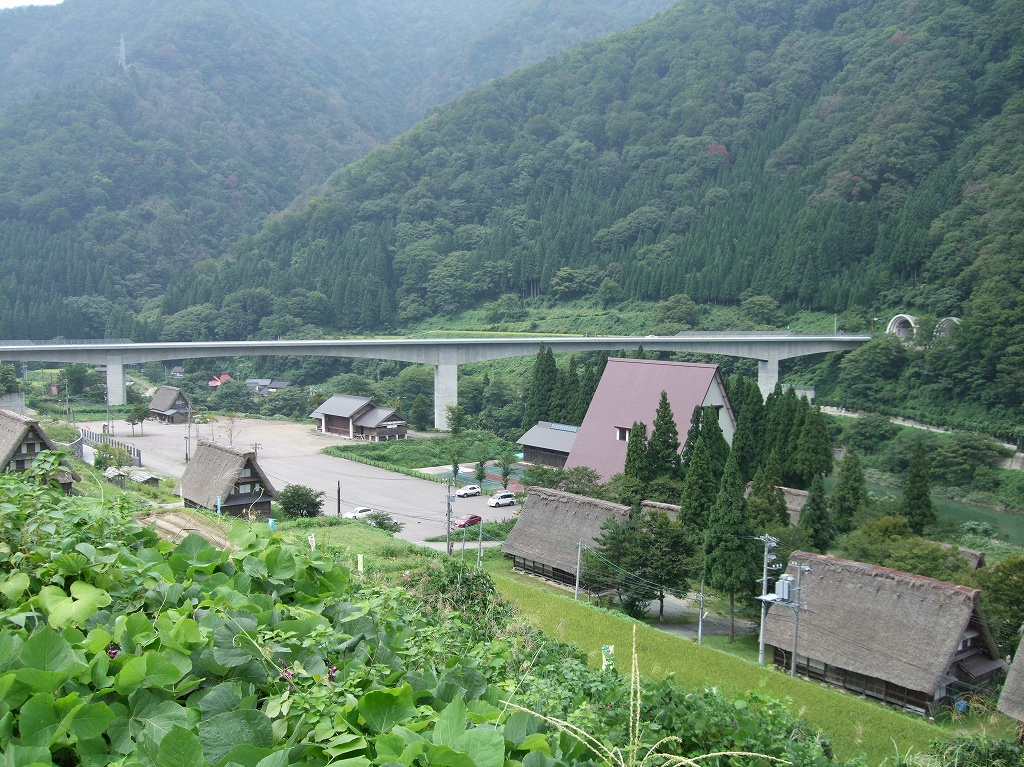
合掌集落と東海北陸道（五箇山・菅沼）

高山方面や世界遺産でもある白川郷・五箇山の合掌造り集落を通過すること、また白鳥ICや高鷲ICの周辺にスキー場が多いことから休日の交通量が平日に比べて非常に多く、2005年度（平成17年度）の昼間12時間交通量調査では、高速道路におけるベスト5に計3区間が入った。白鳥IC - 高鷲ICが1.7倍、郡上八幡IC - ぎふ大和IC、ぎふ大和IC - 白鳥ICが1.6倍となっている。2019年11月に飛驒清見ICまでの区間が4車線化されるまで、対面通行である上にトンネルが連続する白鳥IC以北では渋滞が多発していた。特に、スキーシーズンは関越自動車道と並んで渋滞の多い高速道路となっている。
全線開通後は交通量の増加が著しく、特に白川郷IC以北では各区間前年度と比較して2倍以上の増加となっている。通行する車両は小型車が約8割を占めており、大型車・特大車の割合は全線開通後に140–150 %増加したが1割ほどである。中型車を合わせても2割に満たない。
2010年度（平成22年度）の交通センサスでは、大型車の混入率が全線平均で20 %近くあり、一宮IC - 一宮木曽川IC、飛驒清見IC - 小矢部砺波JCT間が20 %を越えている。平日は大型車の混入率が高いと見られ、全線開通後は年々増加している。

### 料金・割引

#### 料金
全線で対距離制で、距離あたりの料金は以下の通りである。
- 一宮JCT - 美濃関JCT間 : 普通区間。ただし、大都市近郊区間と同じ料金水準（普通車で税抜29.52円/km、他の普通区間の1.2倍）
- 飛驒清見IC - 白川郷IC間 : 飛驒特別区間（普通車で税抜39.36円/km、普通区間の1.6倍）
- 上記以外の区間 : 普通区間（普通車で税抜24.6円/km）

一宮JCT - 美濃関JCT間はもともと他の普通区間と同じ料金水準であったが、2021年（令和3年）5月1日に上記料金水準に引き上げられた。ただし、当区間は引き続き普通区間であることから、首都圏・京阪神圏の大都市近郊区間では適用されないETC割引制度（休日割引、平日朝夕割引）は適用される。

#### 割引
特別区間割引（飛驒トンネル区間）
2009年（平成21年）5月13日からETC車限定で実施。飛驒清見IC - 白川郷IC間の対距離料金を30 %引き（ターミナルチャージは割引対象外）。発着地の限定はなく、時間帯割引との重複適用はしない。
2011年（平成23年）8月1日からはETCの有無にかかわらず全車両が対象になり、割引額が増え飛驒トンネル以外の普通区間と同等の料金に引き下げられた。なお、ETC時間帯割引も重複適用されるようになった。
2014年（平成26年）4月1日から2024年（令和6年）3月31日まではETC車限定で普通区間の料金と同額に引き下げられていたが、2024年（令和6年）4月1日から2034年（令和16年）3月31日まで引き下げを継続することとなった。
平日夕方割引（料金割引社会実験、終了）
2007年（平成19年）8月20日から岐阜各務原IC - 郡上八幡IC間で実施。同区間内のみの利用で平日15時 - 17時の間に料金所をETC無線通行する場合、30 %引きされる。2009年（平成21年）3月27日に終了。
東海北陸道全線開通記念割引（終了）
全線開通日から実施。ETCの有無にかかわらず、対象エリア内のICにおいて流入・流出し、かつ、新規開通区間（飛驒清見IC - 白川郷IC）を利用する全車両が対象。新規開通区間の料金の半額相当額（普通車で600円）を定額で割引。ETC時間帯割引との重複適用はしない。当初予定は2008年（平成20年）10月31日までであったが、延長を重ね、2009年5月12日に終了。

## 地理

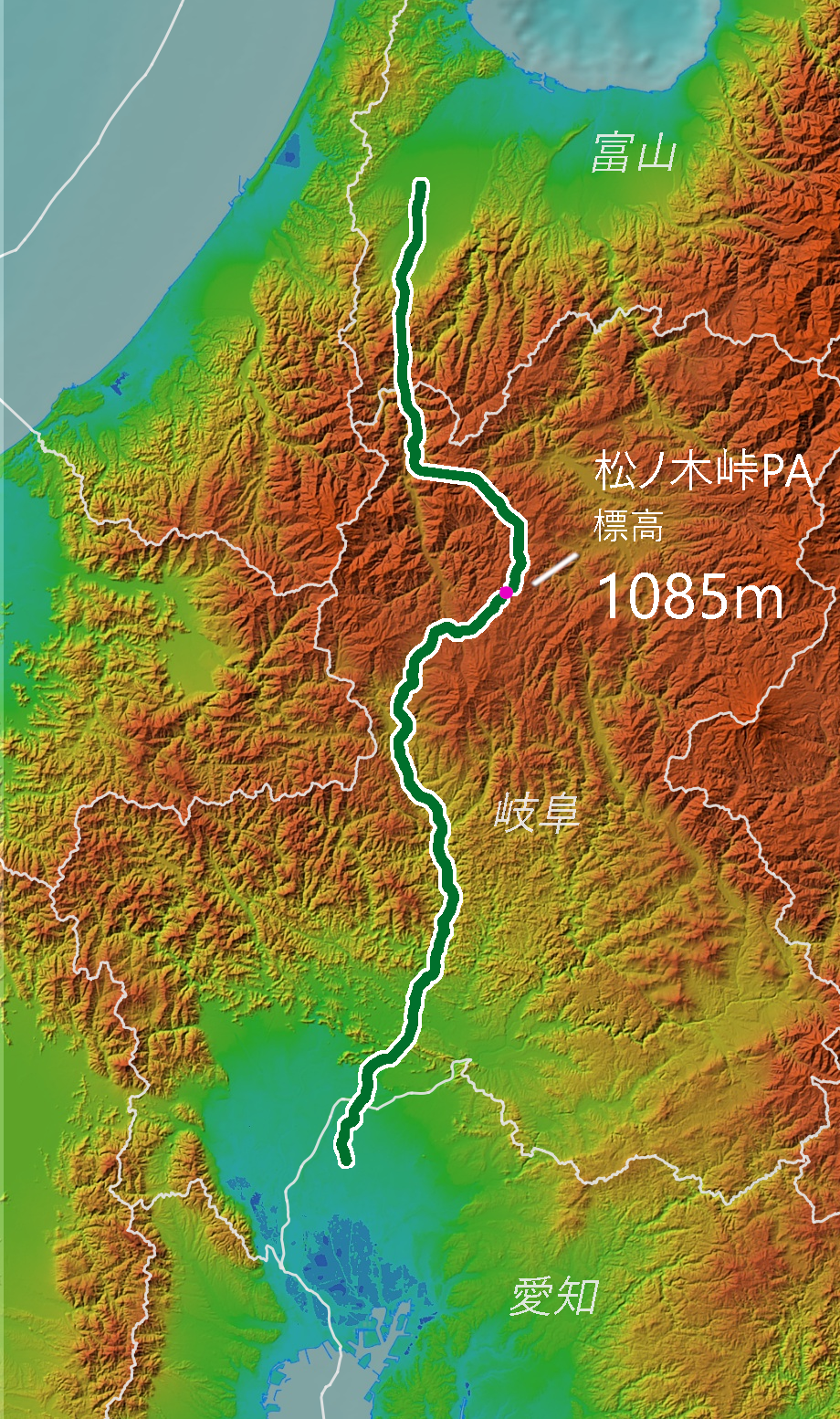
標高図に重ね合わせた東海北陸自動車道の路線図。標高が高い地点（色が赤くなっている）を通過していることがわかる。原典: 国土地理院および海域部は海上保安庁海洋情報部の資料を使用し作成の 地理院タイル「色別標高図」。

木曽川に近い濃尾平野から長良川沿いを北上し、急峻な山岳地帯（飛騨高地）を経て砺波平野へと至る。東海北陸自動車道に架かる橋は上下線合わせて400本近くある。太平洋側に流れ出る木曽三川のうち、木曽川を1回、長良川を8回、そして日本海側に流れ出る庄川を7回、それぞれ渡っている。
標高の高い所を通過する高速道路であり、白鳥ICの以北から急峻な山岳地帯に入るため冬季はチェーン規制を実施することが多い。ぎふ大和ICが海抜300 m、白鳥ICが海抜430 m、高鷲ICが海抜700 m、ひるがの高原SAが海抜873 mであり、特に白鳥IC付近の長良川を渡る付近から登り坂になり高鷲ICまでの8 kmで300 mの高低差がある。そのため上り線ではブレーキ故障車の緊急待避所が設けられている。
郡上市高鷲町のひるがの高原には中央分水界（海抜957 m）があり、現地にはそれを示す標識が設置されている。高山市にある松ノ木峠は標高1,085 mで、高速道路標高日本一である。2013年（平成25年）4月19日には松ノ木峠PAが開設し、日本の高速道路にあるSA・PAの中では最も標高が高い場所となった。
道路線形は、同じ山岳高速の中央自動車道に比べ急カーブや急勾配が少ないため非常に走りやすい。注意すべきは長い下り坂が多いためスピードが出やすいことである。また、ひるがの高原SAより南は横風の影響を受けやすく、北部においても特に冬期間、山腹と山腹を繋ぐ橋梁部では谷風による突風や気温低下に伴う路面凍結があるため注意が必要である。加えて、ぎふ大和IC - 荘川ICにかけて霧による規制も時折発生している。

### 通過する自治体
- 愛知県
  - 一宮市
- 岐阜県
  - 各務原市 - 羽島郡笠松町 - 羽島郡岐南町 - 〈各務原市 - 岐阜市〉[注釈 19] - 関市 - 美濃市 - 郡上市 - 高山市 - 飛驒市 - 大野郡白川村
- 富山県
  - 南砺市 - 小矢部市 - 砺波市[注釈 20]

### 接続する高速道路
- E1 名神高速道路 [2]（一宮JCTで接続）
- C3 東海環状自動車道[2]（美濃関JCTで接続）
- E67 中部縦貫自動車道[2]（油坂峠道路） （白鳥ICで接続）
- E67 中部縦貫自動車道[2]（高山清見道路） （飛驒清見ICで接続）
- E8 北陸自動車道[2]（小矢部砺波JCTで接続）
- E41 能越自動車道[132]（小矢部砺波JCTで直結）

### 接続が計画されている地域高規格道路
- 一宮西港道路 （一宮JCT）[13]
- 名岐道路（一宮木曽川IC）[133]
- 濃飛横断自動車道 （郡上八幡IC付近）[15]
- 小松白川連絡道路 （白川郷IC付近）[134]

## ギャラリー

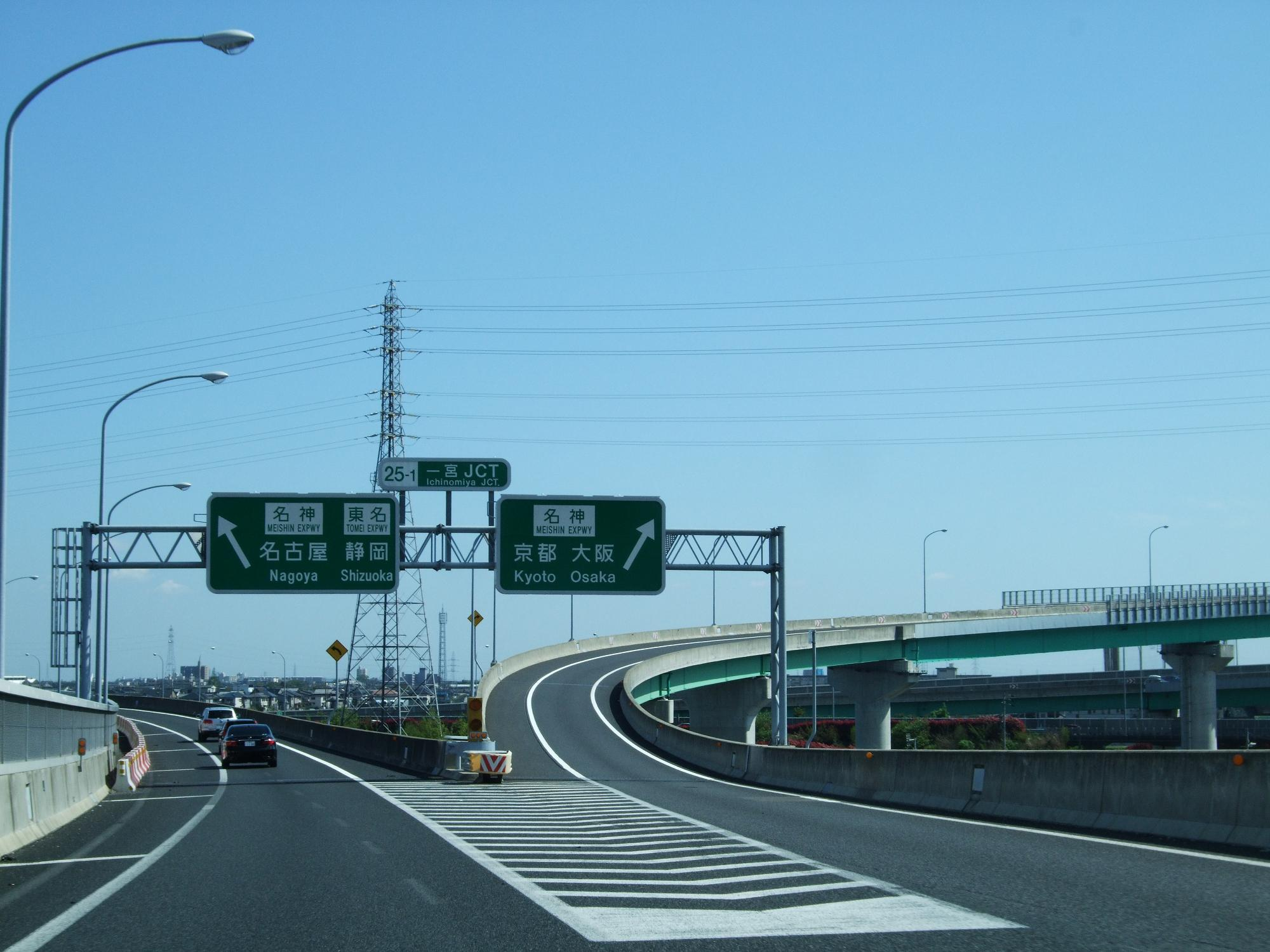
一宮JCT 名神への分岐
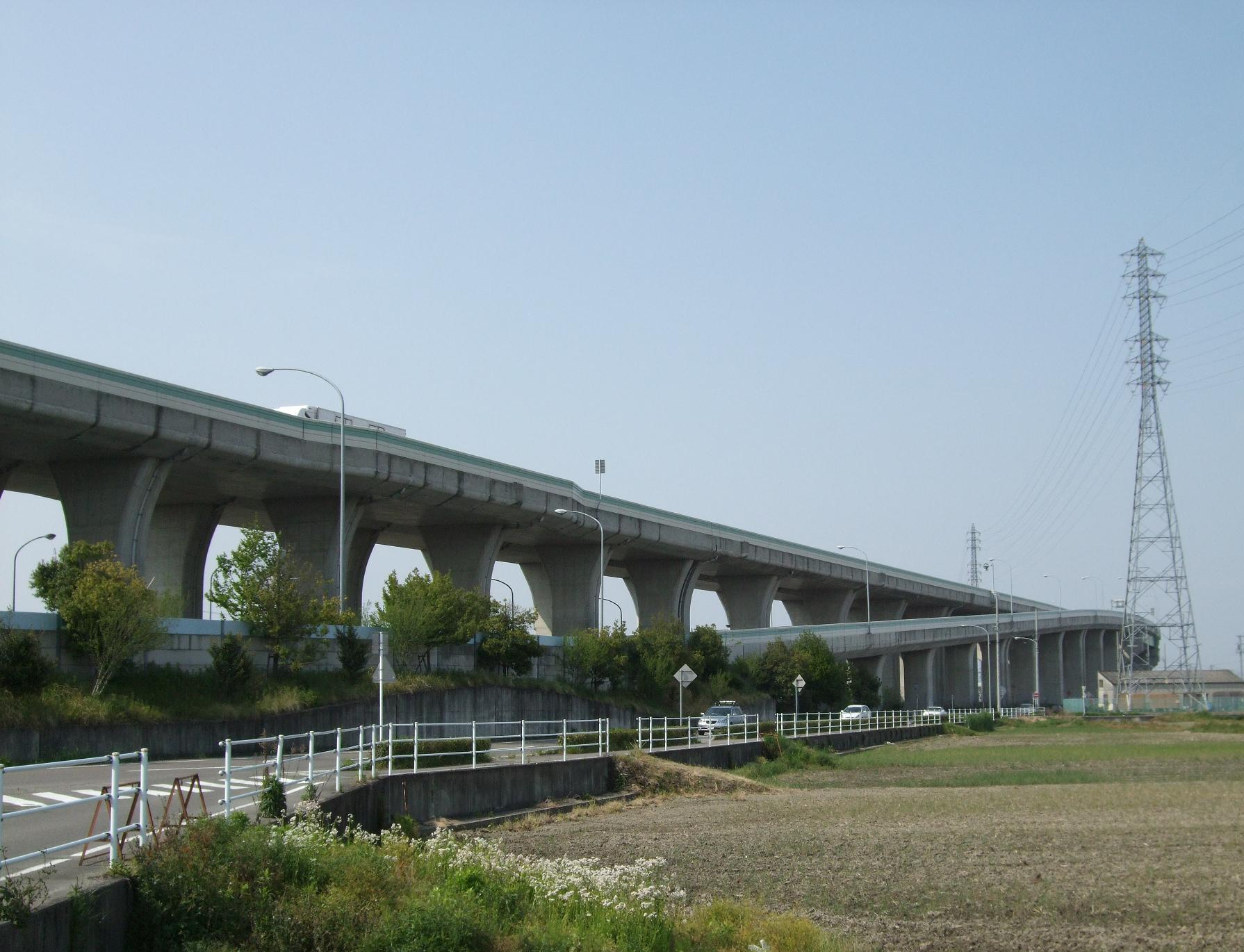
尾西IC付近
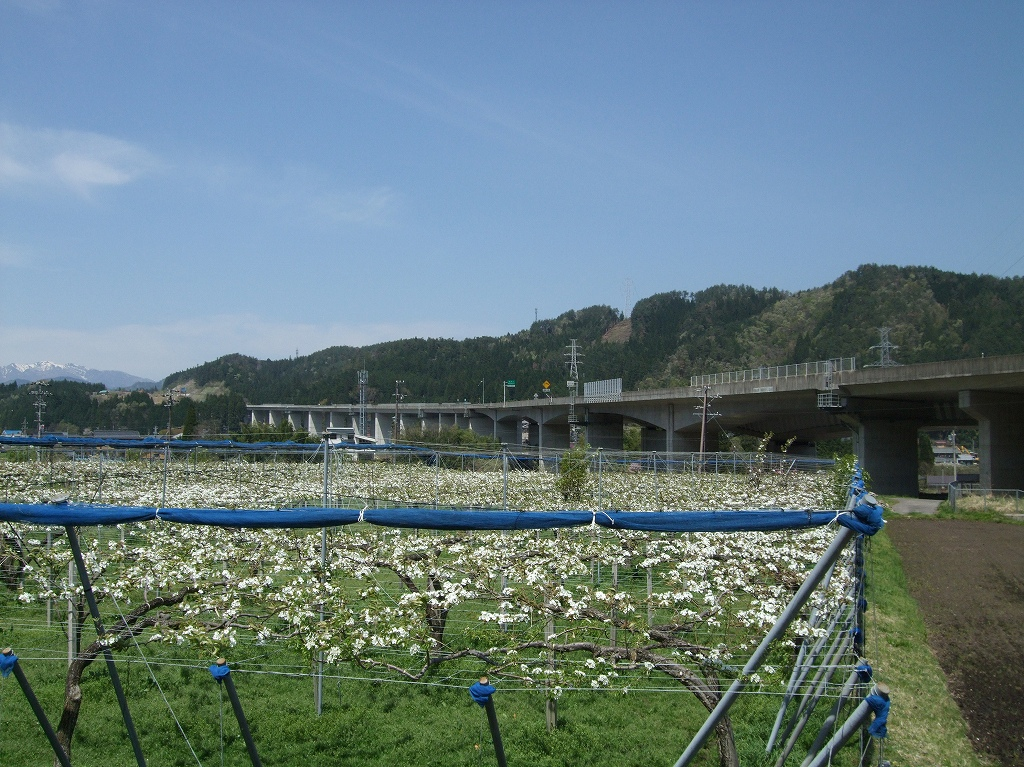
ぎふ大和IC - 白鳥IC 郡上市白鳥町中津屋1,085 m
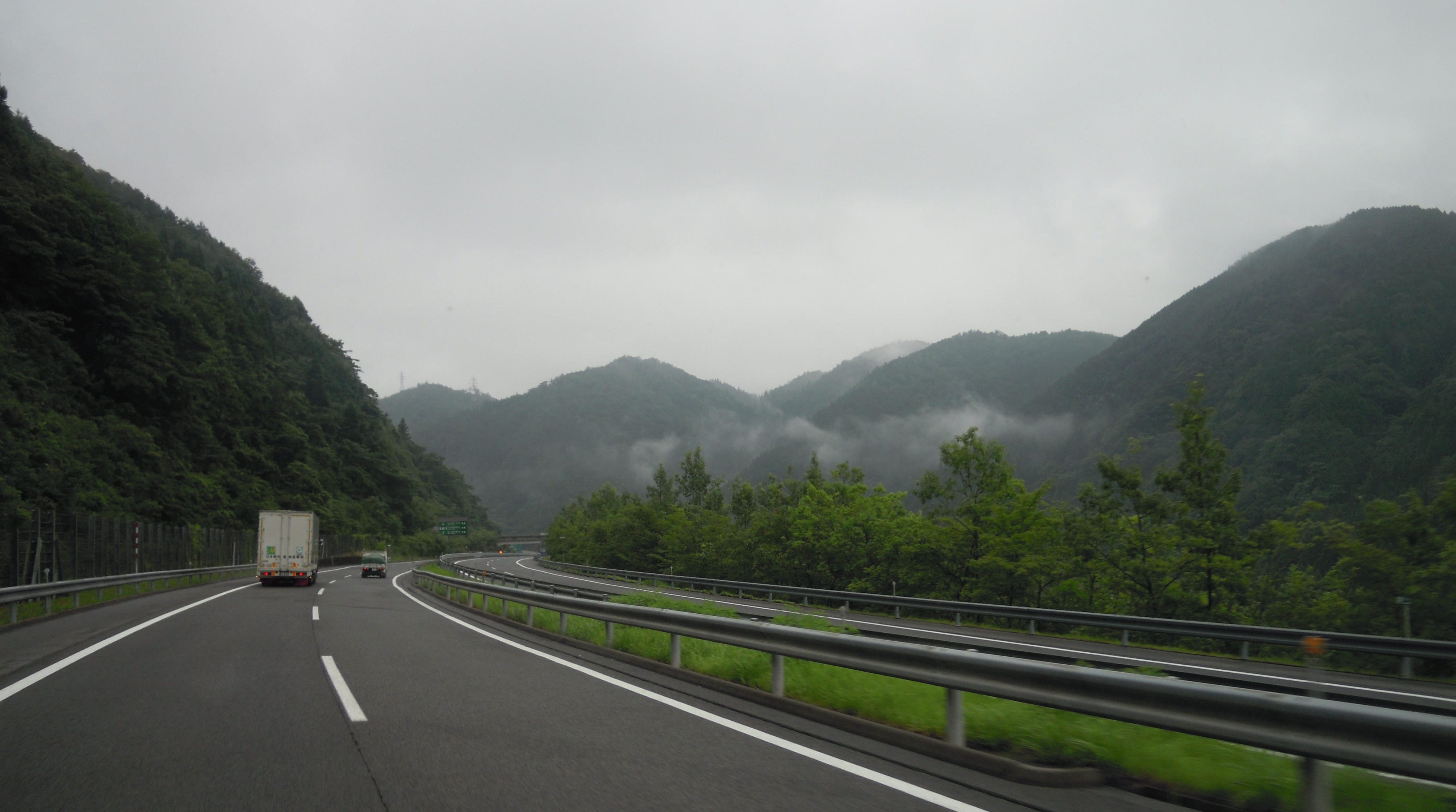
郡上八幡IC - ぎふ大和IC
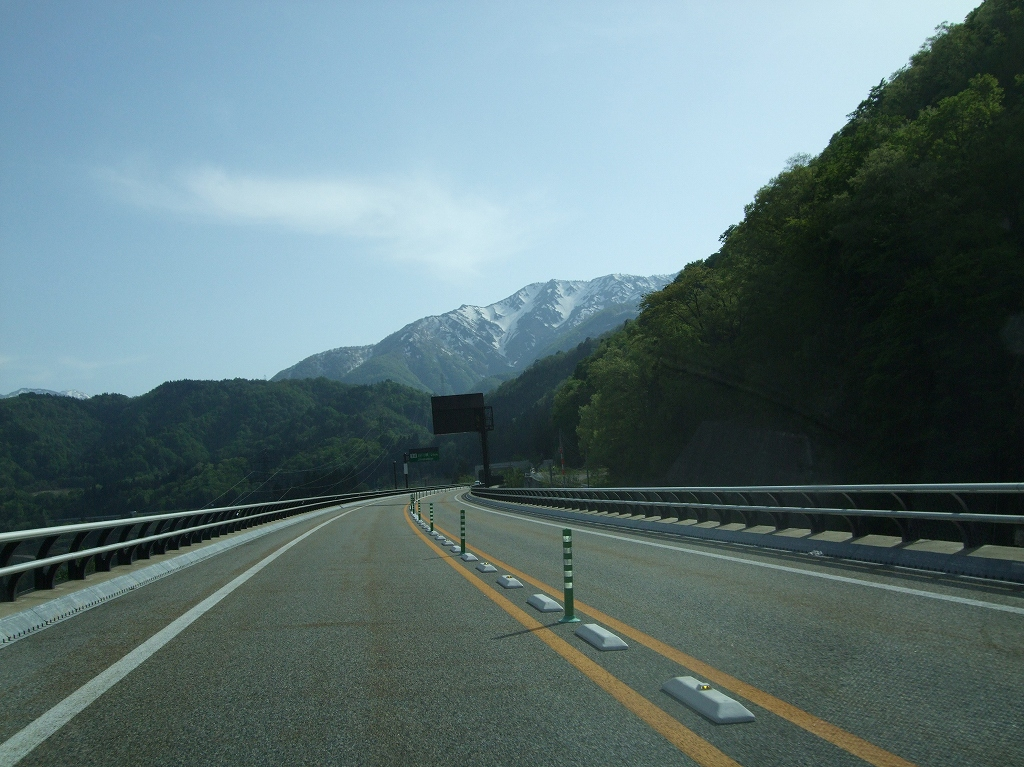
白川郷IC付近
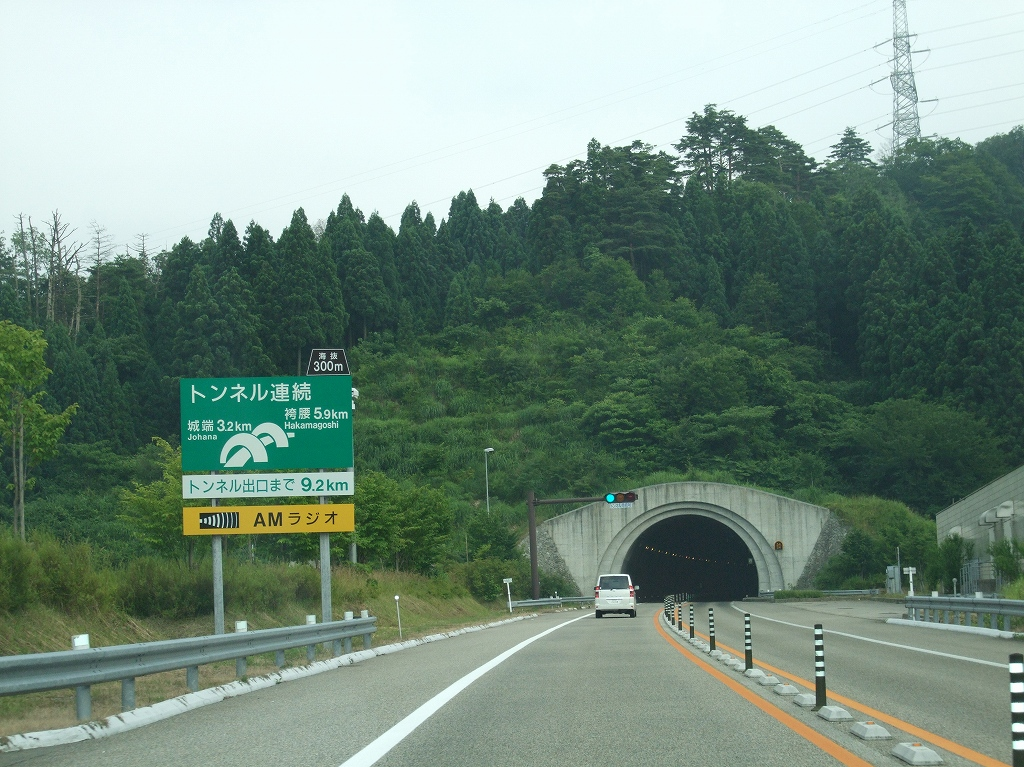
城端トンネル付近
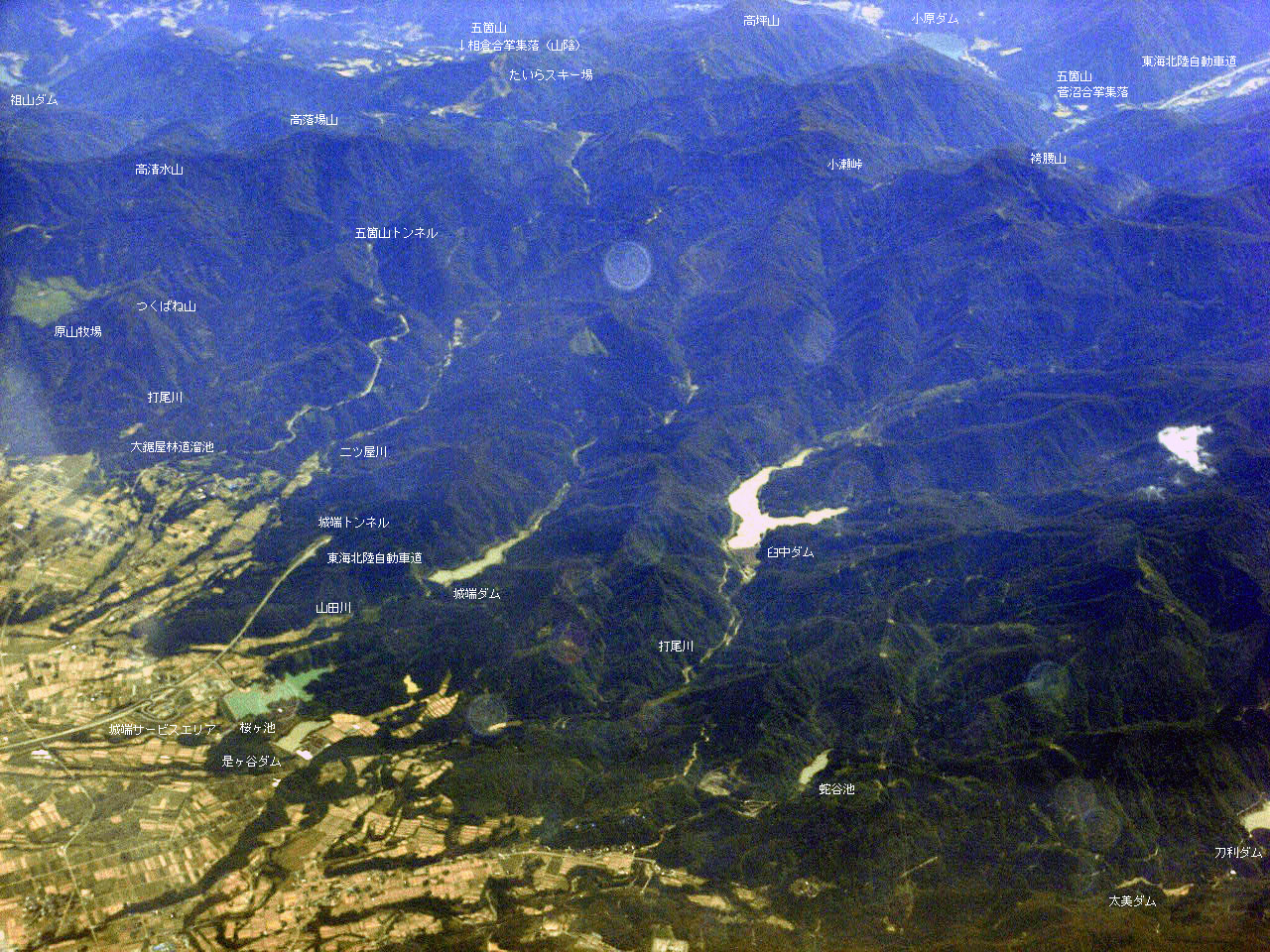
城端SA・五箇山地区（南砺市）空撮（2008年10月）
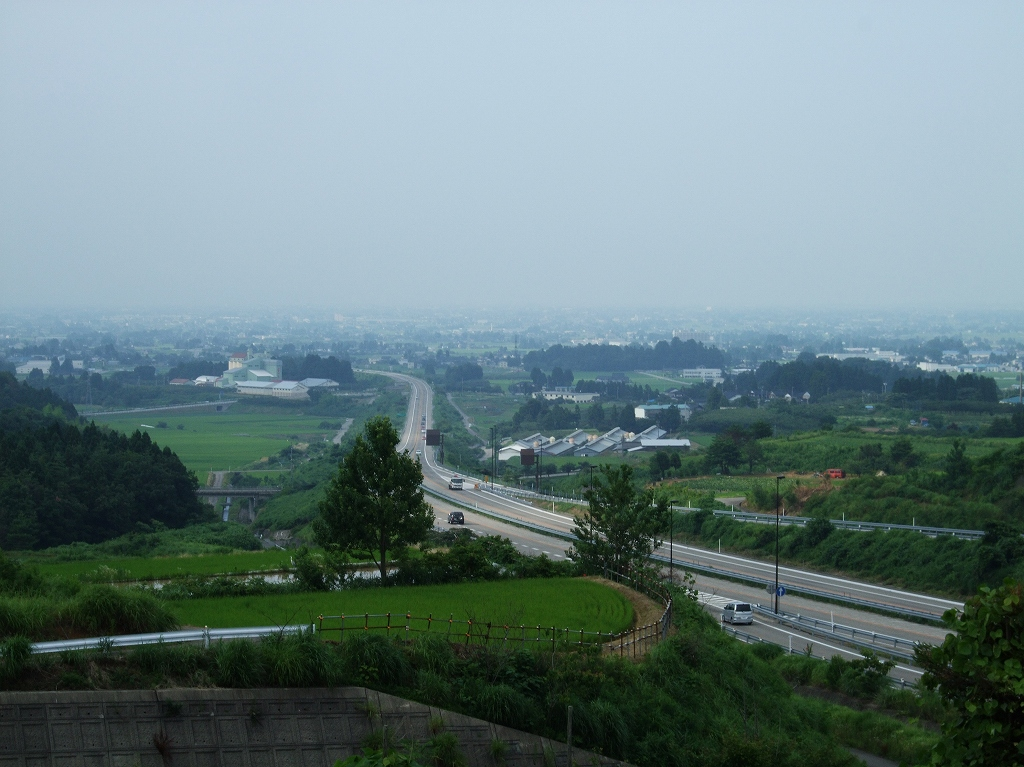
城端SAの高台から見える砺波平野
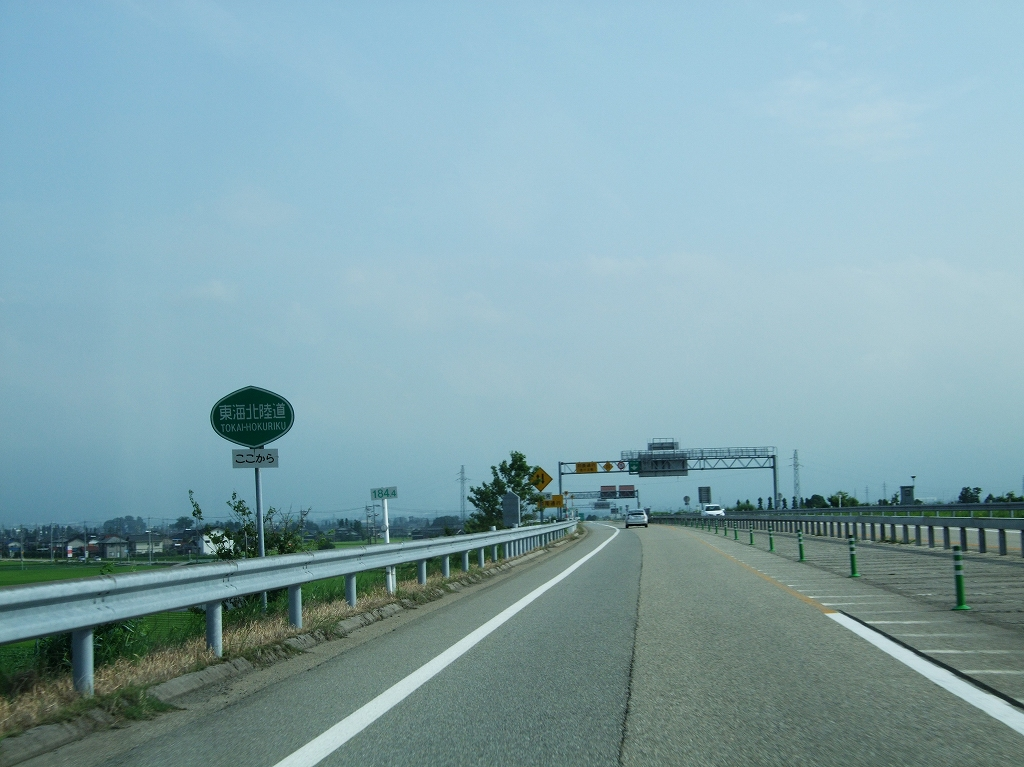
小矢部砺波JCT